# Cyclamen
Genre
Classification phylogénétique
Les Cyclamens (Cyclamen L.) sont un genre de plantes à fleurs de la famille des Primulacées, comportant plus d'une vingtaine d'espèces botaniques. Le nom vulgaire en usage pour désigner ces plantes reprend le terme scientifique. Dans de nombreux pays méditerranéens, les cyclamens poussent en plein air, où ils croissent surtout dans les régions fraîches et montagneuses. La plus grande concentration d’espèces se trouve en Asie Mineure. Cyclamen purpurascens remonte jusqu'en Europe centrale. Cyclamen somalense pousse dans le nord-est de la Somalie. Quant à Cyclamen persicum, il est à l'origine des cultivars non rustiques au feuillage ou aux fleurs variés, vendus sous le terme générique de « cyclamen de fleuriste ».

## Description
Ce sont des plantes vivaces tubéreuses.
Le nom Cyclamen est la transposition du mot grec κυκλάμινος, dérivé de κύκλος (cercle ou couronne). Les cyclamens sont des géophytes, à gros tubercule arrondi et aplati, en forme de petit pain. Dans certaines régions, la croyance populaire veut que les cochons les déterrent : d’où leur nom vernaculaire « pain-de-pourceau » (Sow bread en anglais, Pan porcino en italien, varkensbrood en néerlandais).
À la page 223 du tome XIV du Répertoire de pharmacie on peut ainsi lire : Son nom vulgaire de « Pain-de-pourceau » a été donné, dit-on, aux cyclamens, à cause de l'avidité avec laquelle les porcs recherchent leurs racines tuberculeuses., et à la page 225 de ce même répertoire : [...] les porcs se nourrissent de ses tubercules, sans qu’il en résulte pour eux d’inconvénient.
Les feuilles se développent en rosette basilaire de laquelle émergent les fleurs gracieuses portées par une tige mince. Leur face supérieure est souvent marbrée de blanc avec, dans sa partie centrale, un motif en « sapin de Noël ». La face inférieure des feuilles de plusieurs espèces est pourprée. On suppose que cette couleur, servant de calorifère, capte la lumière qui traverse la feuille et la transforme en chaleur. Les feuilles disparaissent en été, sauf chez Cyclamen purpurascens et Cyclamen colchicum.
Le genre Cyclamen est remarquable par le fait que pratiquement chaque mois de l'année, il y a des espèces en fleur.
Les fleurs sont rouges, roses, blanches ou panachées, et sont abondantes. Celles de certaines espèces, dont le cyclamen des Alpes, Cyclamen purpurascens, répandent un parfum agréable.
Après fécondation, le pédoncule floral se tord en tire-bouchon à partir de son sommet, sauf chez le cyclamen de Perse et  celui de Somalie. Font exception Cyclamen graecum, qui le fait à partir du milieu du pédoncule, et Cyclamen rohlfsianum, qui le fait à partir de la base du pédoncule.
La capsule fructifère, qui mûrit sur le sol, libère de grosses graines recouvertes d'un mucilage sucré, qui sont dispersées par les fourmis.

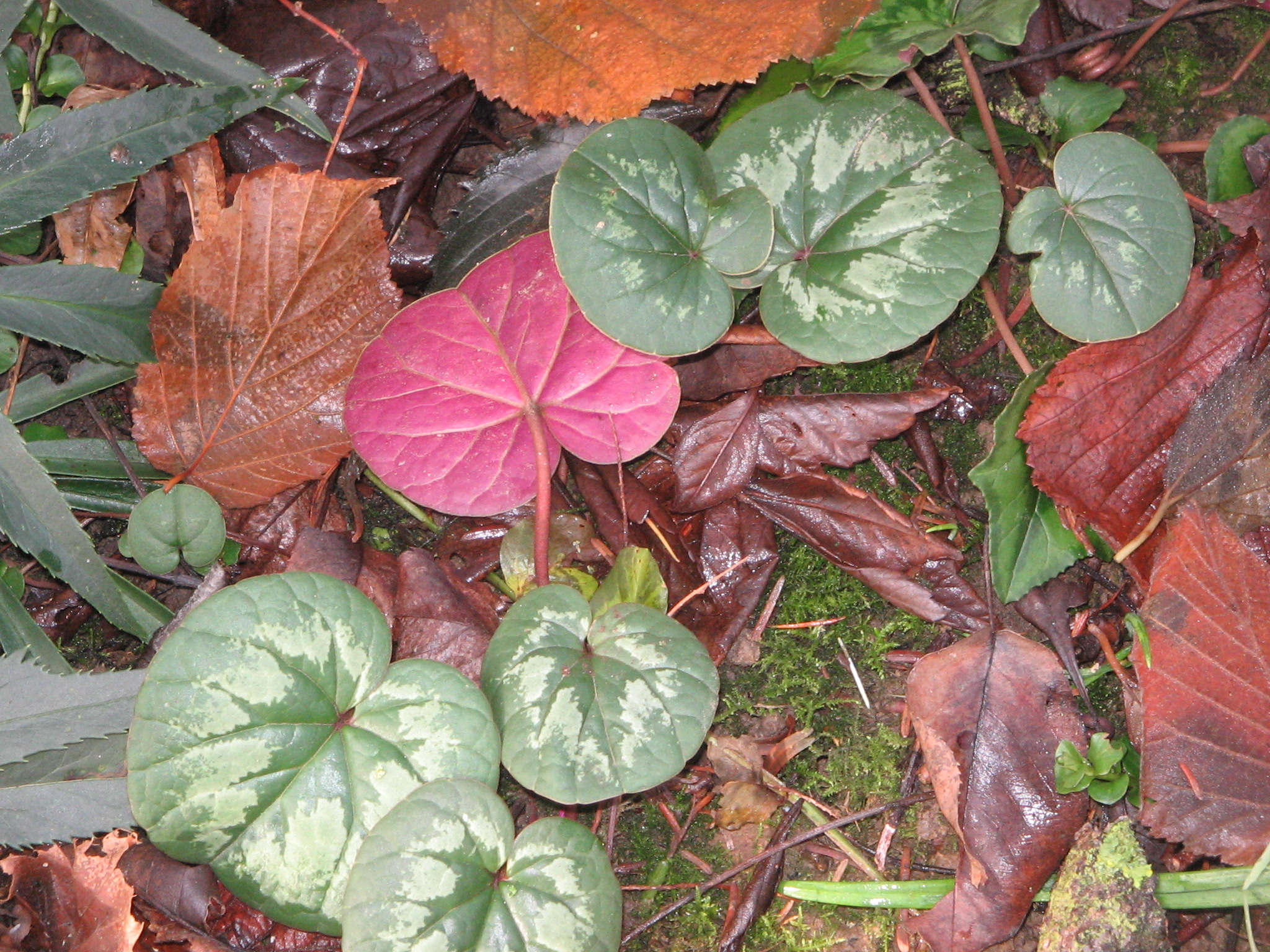
Feuilles de Cyclamen coum montrant leur face inférieure pourprée
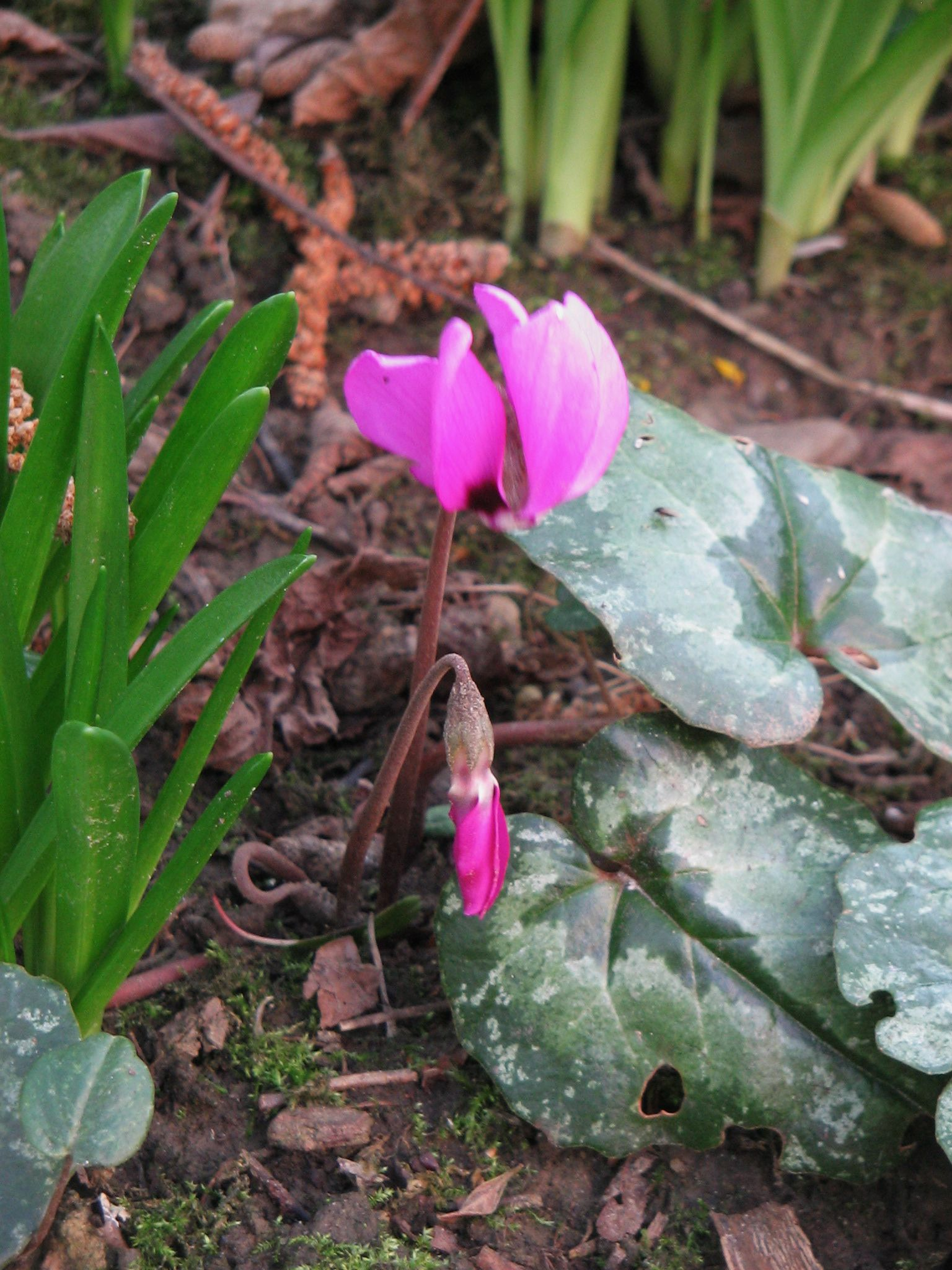
Cyclamen pseudibericum en début de floraison
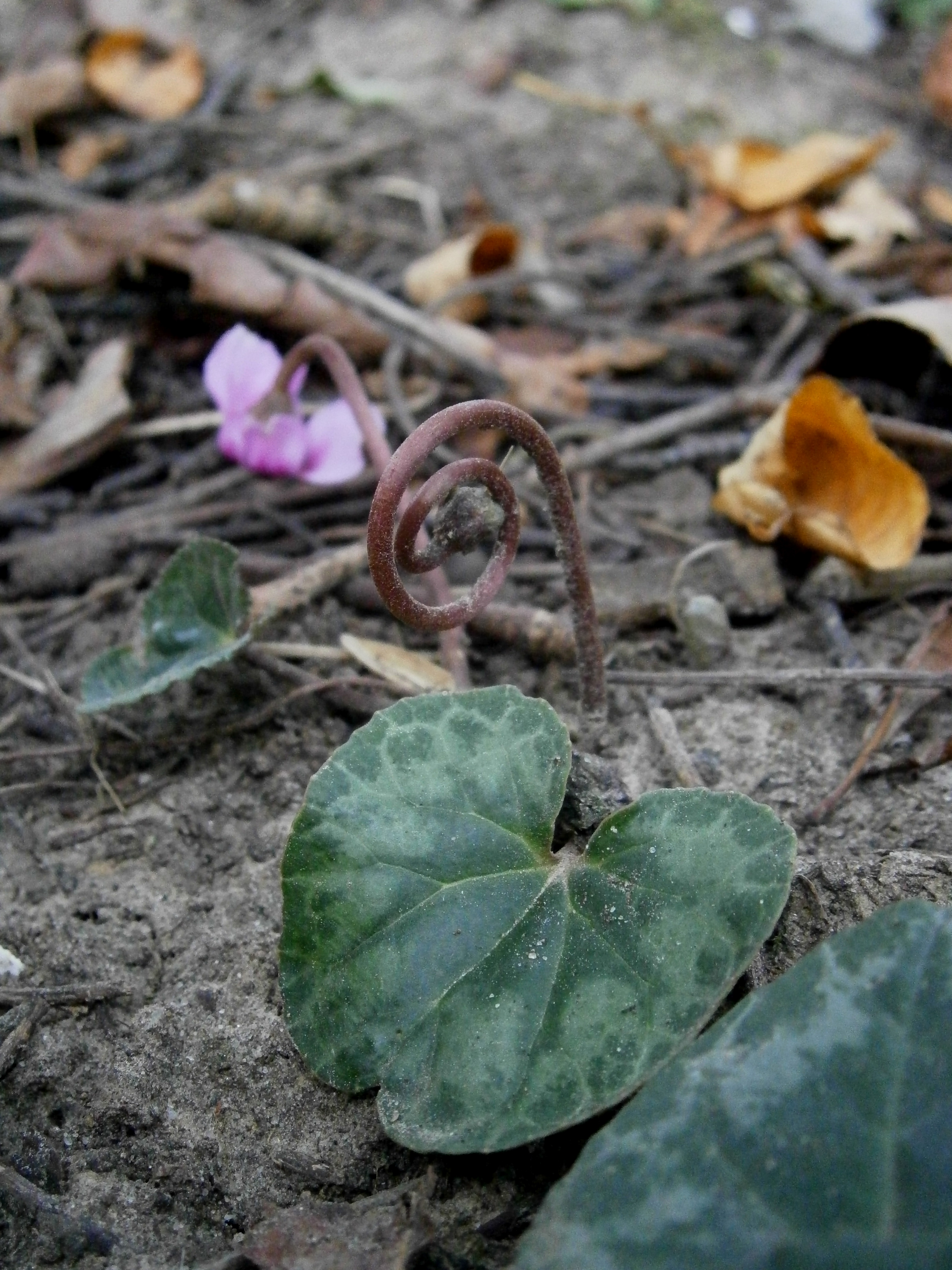
Après la floraison le pédoncule floral de Cyclamen purpurascens se tord en tire-bouchon
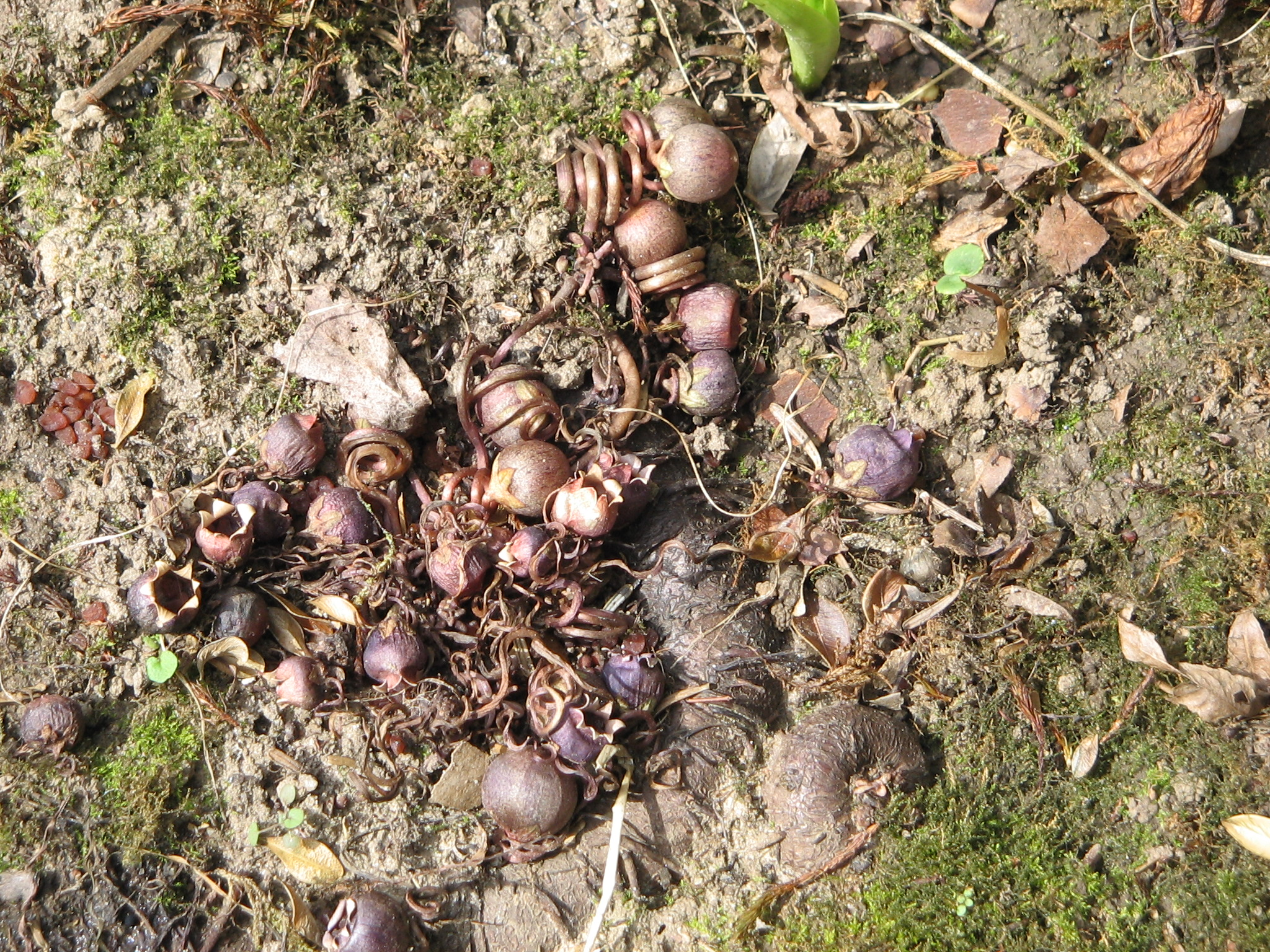
Fruits mûrs de Cyclamen hederifolium libérant leurs graines

## Histoire
Pendant l’Antiquité, le cyclamen était surtout connu en Occident pour ses vertus thérapeutiques : il contient un puissant toxique purgatif.
Les Romains appréciaient le cyclamen pour sa floraison, son parfum et sa discrétion. La présence du cyclamen de Perse sur les îles grecques de Rhodes, Karpathos et Crète, et dans le nord de l’Afrique, en Algérie et en Tunisie, semble être l'ouvrage de moines et membres d’autres ordres religieux : en effet, on le rencontre le plus souvent à proximité des monastères et des cimetières.
Le cyclamen fut introduit en Europe au XVIe siècle, et fut cultivé dans les jardins botaniques de la reine Élisabeth Ire d'Angleterre.
Délaissé au XVIIIe siècle, durant lequel il fut plutôt considéré comme une plante de collection, le cyclamen est revenu en vogue à partir du XIXe siècle, dans le cadre du courant romantique.
Le Cyclamen a par la suite connu une très grande vogue en Savoie à la fin du XIXe siècle.
Son succès a commencé dans le massif des Bauges par de petits bouquets que les plus démunis des Baujus vendaient aux touristes de passage,.
Très vite, l’idée de ce petit bouquet qu’on ramène pour soi en souvenir d’une excursion à la grotte de Bange ou au col de Leschaux, tout en faisant œuvre de bienfaisance, fait son chemin. Un commerce s’organise non loin dans la ville d'Aix-les-Bains où des vendeuses s’installent sur le parvis de thermes, un panier à la main, pour vendre leurs petits bouquets aux curistes. Des kiosques leur succèdent puis les fleuristes se lancent également et finalement la fleur s’impose à tous les coins de rues.
Guido Gonin, résident aixois déjà connu pour ses gravures de mode, s’empare du dessin de la fleur pour enjoliver de nombreuses réalisations graphiques qu’il conçoit dans la ville (affiches, éventails, cartons d’invitation, cartes postales ou encore pages de couvertures de journaux et de revues).
En 1905, la reine Alexandra de Danemark, épouse d'Édouard VII, roi du Royaume-Uni, déclare la guerre aux chapeaux de plumes et particulièrement aux garnitures d’aigrettes et de paradis. La reine veut bien tolérer la plume d’autruche, qui s'obtient sans la mort de l’oiseau, mais trouve une mode cruelle qui ne peut se satisfaire que par le massacre d’innocents volatiles.
Tandis qu’à Paris les élégantes font de la résistance, dans les villes de loisir on fustige leurs chapeaux à plumes qui empêchent de bien voir les spectacles. Le consensus s’affirme à Aix-les-Bains où la plume est abandonnée, sauf celle d’autruche produite dans une ferme située Avenue du Lac, et se déploie l’élégance sur le thème du chapeau fleuri pour, en quelque sorte, honorer les nombreux Britanniques qui fréquentent la ville dans le sillage des trois séjours que la reine Victoria y a passés.
Le 30 août 1905, la mode du cyclamen est définitivement consacrée par une fête du cyclamen qu’organise le casino d'Aix-les-Bains. Ce jour-là, chacun est tenu d’arborer des cyclamens, au corsage ces dames, à là boutonnière ces messieurs. Après un concours de cannes et d’ombrelles fleuries, Louis Dame fait jouer sa polka Cyclamen dans les jardins du casino, puis dans les salons, le corps de ballet aixois interprète la valse des cyclamens. Finalement la fête se termine par une pluie de cyclamens.

### Symbolique
Dans le langage des fleurs, le cyclamen symbolise la tendresse et le fort attachement. Le cyclamen est la fleur idéale que l'on offrait pour manifester sa jalousie, son fort attachement avec délicatesse. Dans le code amoureux, le cyclamen symbolise la durée et la sincérité des sentiments. C'est un geste subtil et silencieux. Particulièrement lumineuse et agréable à regarder, cette fleur souligne l'aspect sublime de la personne aimée.
L’Église catholique y voyait le symbole du cœur de Marie saignant sur la Terre, et cette symbolique a été reprise par les peintres flamands.[réf. nécessaire]
Au Japon, le cyclamen est la fleur sacrée de l'amour.[réf. nécessaire]

## Taxinomie
Le cyclamen est une plante vivace tuberculeuse de la famille des Primulacées, selon la classification classique et selon la classification phylogénétique (APG III) (Anciennement Myrsinacées APG II).
Les Cyclamens n’ont pas de parenté nette avec les autres primulacées, quoiqu’ils ressemblent aux Giroselles (Primula meadia) d’Amérique du Nord par leurs pétales renversés.

## Les espèces botaniques

Carte de répartition des Cyclamens : 1. C. balearicum ; 2. C. repandum ; 3. C. purpurascens ; 4. C. hederifolium ; 5. C. rhodium ; 6. C. creticum ; 7. C. graecum ; 8. C. coum ; 9. C. colchicum ; 10. C. parviflorum ; C. abchasicum ; 11. C. elegans ; 12. C. alpinum ; C. intaminatum ; C. cilicium ; C. mirabile ; C. pseudibericum ; 13. C. cyprium ; 14. C. libanoticum ; 15. C. persicum ; 16. C. rohlfsianum ; 17. C. africanum

Le genre Cyclamen est divisé en quatre sous-genres :
- Sous-genre Corticata : Cyclamen cyprium et Cyclamen libanoticum
- Sous-genre Cyclamen, avec trois séries :
  - Série Cyclamen : Cyclamen hederifolium et Cyclamen africanum
  - Série Persicum Cyclamen persicum et Cyclamen somalense, ainsi que Cyclamen graecum et Cyclamen rohlfsianum
  - Série Purpurascens : Cyclamen purpurascens et Cyclamen colchicum
- Sous-genre Gyrophoebe, avec deux séries :
  - Série Cilicium : Cyclamen cilicium et espèces apparentées
  - Série Pubipedia : Cyclamen coum et espèces apparentées
- Sous-genre Psilanthum : Cyclamen repandum et espèces apparentées

### Les espèces à floraison hivernale et printanière

#### Le cyclamen de Cos, et espèces apparentées
- Cyclamen coum Mill. : le cyclamen à feuilles rondes ou cyclamen de Cos – nom vernaculaire incorrect, car ce cyclamen n’est pas indigène à l'île de Cos. Ce cyclamen originaire des Balkans et d'Asie mineure, répandu entre autres à Coa (ou Quwê) en Cilicie orientale[8], est facile à cultiver et se naturalise aisément.
  - subsp. caucasicum (K. Koch) O. Schwarz : à feuilles cordées et à plus grandes fleurs ; dans la partie est de la répartition.
- Cyclamen abchasicum  (Medw. ex Kusn.) Kolak. (Syn. Cyclamen coum var. abchasicum Medw. ex Kusn.) : le cyclamen d'Abkhazie, une forme intermédiaire qu'on rencontre localement en Géorgie, est actuellement reconnu comme une espèce à part entière.
- Cyclamen elegans Boiss. & Buhse (Syn. Cyclamen coum subsp. elegans) : plus à l’est encore, en Transcaucasie, Cyclamen coum est remplacé par Cyclamen elegans, une espèce plus délicate, à plus grandes fleurs.
- Cyclamen alpinum hort. Dammann ex Sprenger (Syn. Cyclamen trochopteranthum) : originaire de Turquie, à pétales moins renversés, disposés en hélice ; il est moins rustique.
- Cyclamen pseudibericum Hildebr. : un cyclamen de Turquie, à grandes fleurs légèrement parfumées ; il est moins rustique.
- Cyclamen parviflorum Pobed. : un frère mineur de Cyclamen coum, originaire des hautes montagnes de Turquie ; difficile à cultiver.
  - var. subalpinum Grey-Wilson : moins ténu ; se rencontre à plus basse altitude

#### Les cyclamens méditerranéens ou «pains de pourceau»
- Cyclamen repandum Sm. : le cyclamen étalé, espèce méditerranéenne discrètement parfumée ; se rencontre de la Provence jusqu'au nord de la Grèce.
- Cyclamen rhodium Gorer ex O. Schwarz & Lepper (Syn. Cyclamen peloponnesiacum (Grey-Wilson) Kit Tan) avec trois sous-espèces :
  - subsp. rhodium : sous-espèce poussant à Rhodes et sur l’île de Cos.
  - subsp. peloponnesiacum : le cyclamen du Péloponnèse, remplaçant Cyclamen repandum en Grèce.
  - subsp. vividum : sous-espèce poussant dans l'est du Péloponnèse.
- Cyclamen balearicum Willk. : le cyclamen des Baléares, pousse aux Baléares et dans quelques stations du Languedoc-Roussillon.
- Cyclamen creticum (Dörfl.) Hildebr. : le cyclamen de Crète, se rencontre en Crète et à Karpathos.

N.B. : Certains cyclamens de Corse seraient des hybrides Cyclamen repandum × Cyclamen balearicum.

#### Cyclamens du Liban et de Perse
- Cyclamen libanoticum Hildebr. : un cyclamen à grandes fleurs, originaire du Liban ; peu rustique.
- Cyclamen persicum Mill. : le cyclamen de Perse, originaire de l'est du bassin méditerranéen ; vraisemblablement introduit en Afrique du Nord. La variété autumnalis Grey-Wilson, de la région d'Hébron, fleurit en automne. Cette espèce n'est pas rustique, à l'exception de quelques clones provenant des hauteurs du Golan. Elle est l’ancêtre des cyclamens des fleuristes.

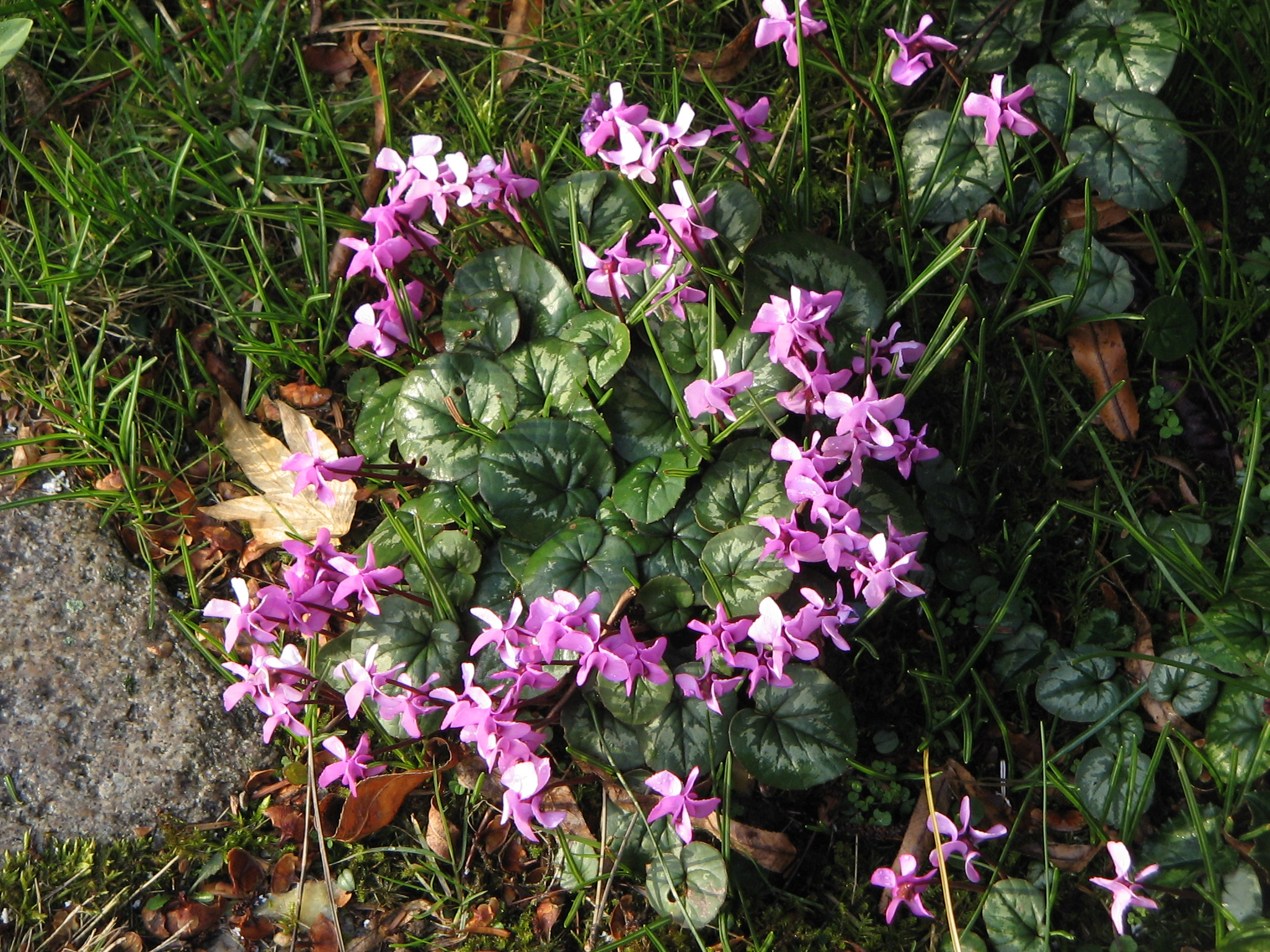
Cyclamen coum
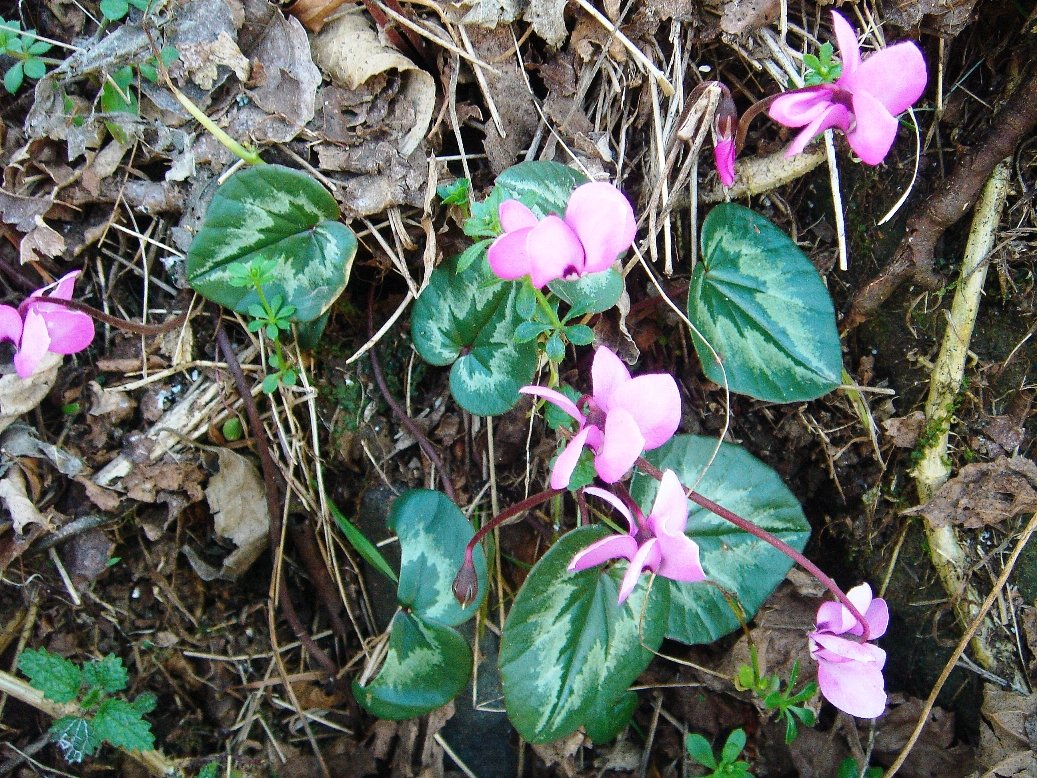
Cyclamen coum subsp. caucasicum
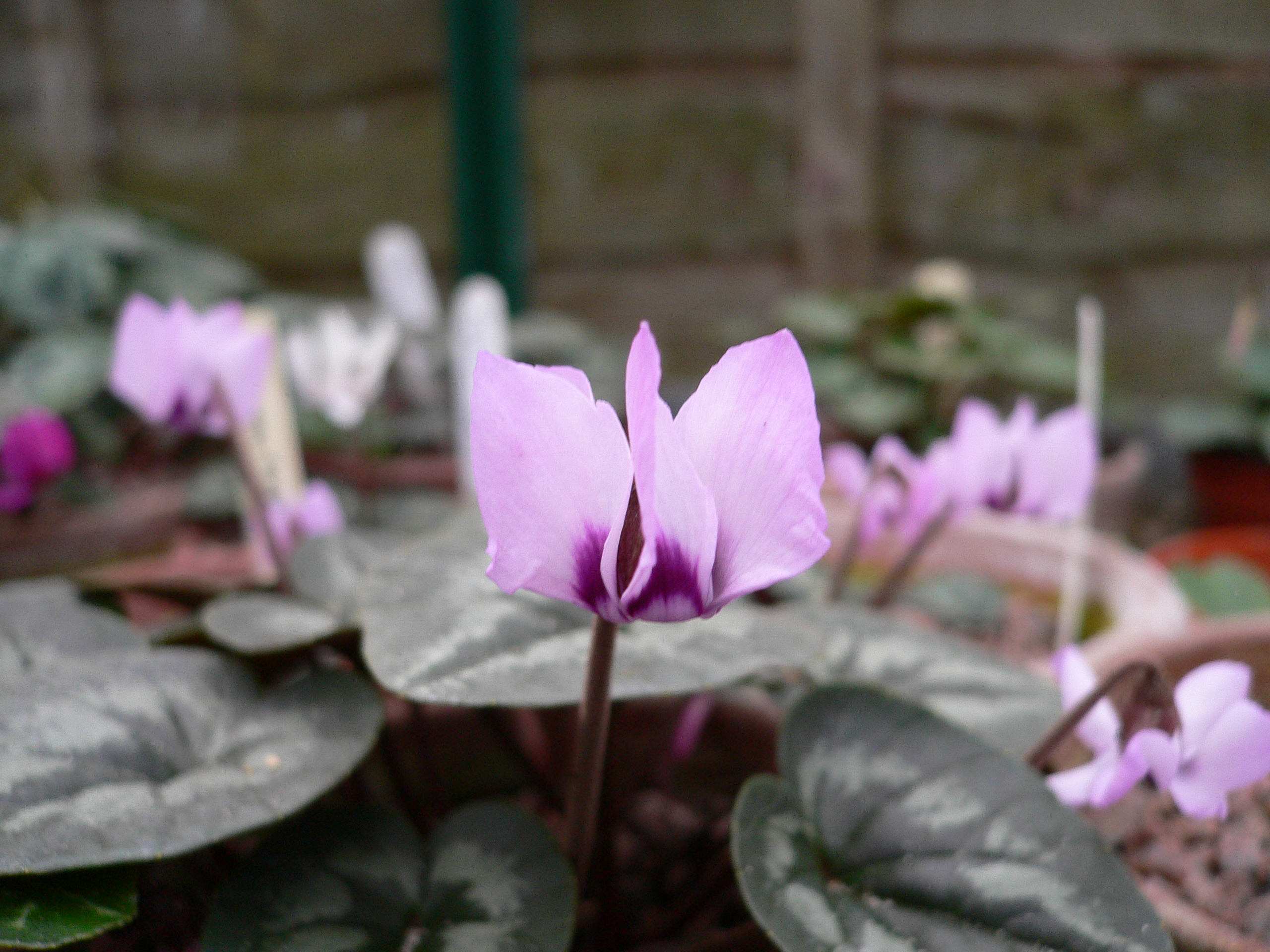
Cyclamen elegans
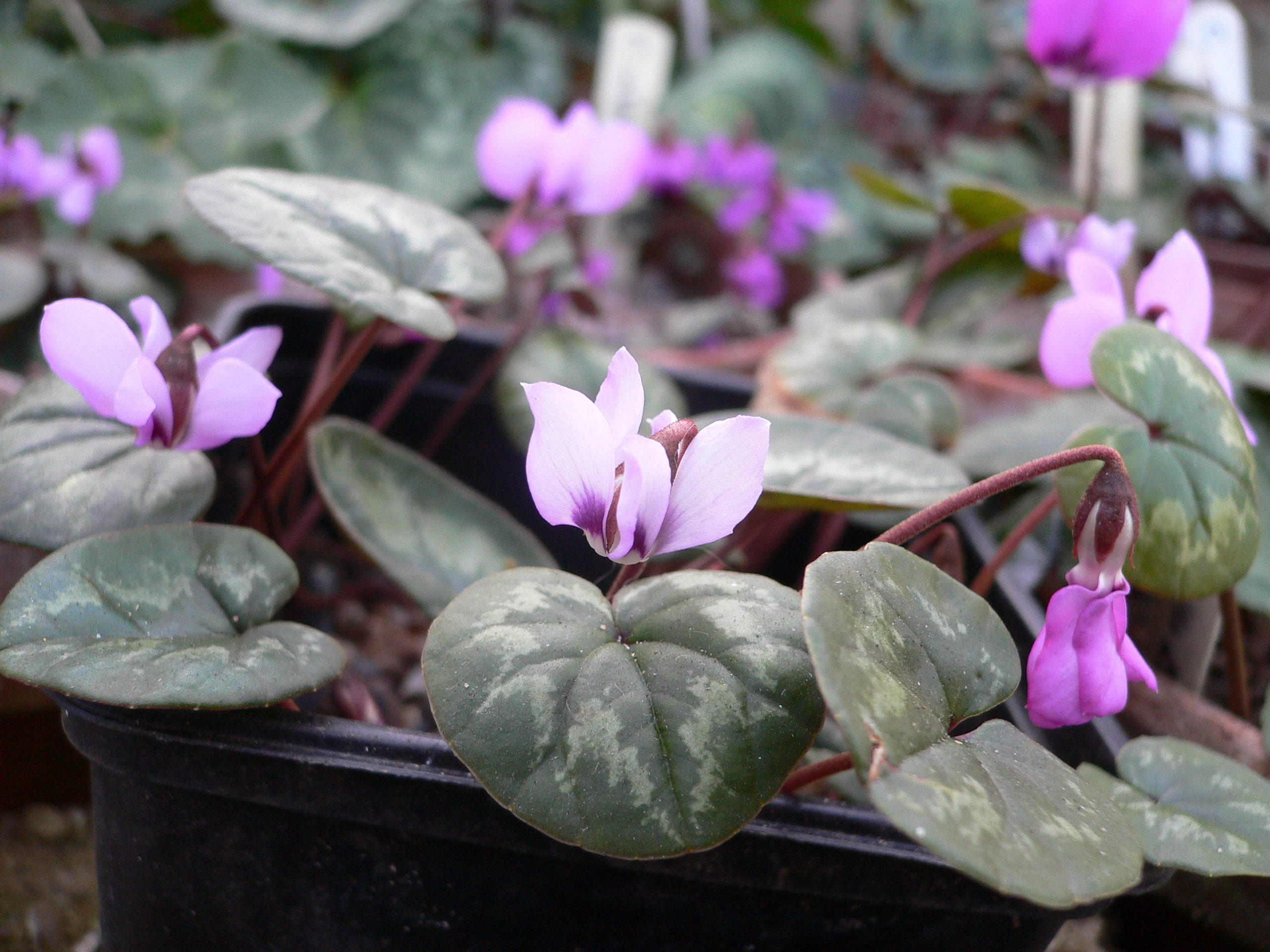
Cyclamen abchasicum
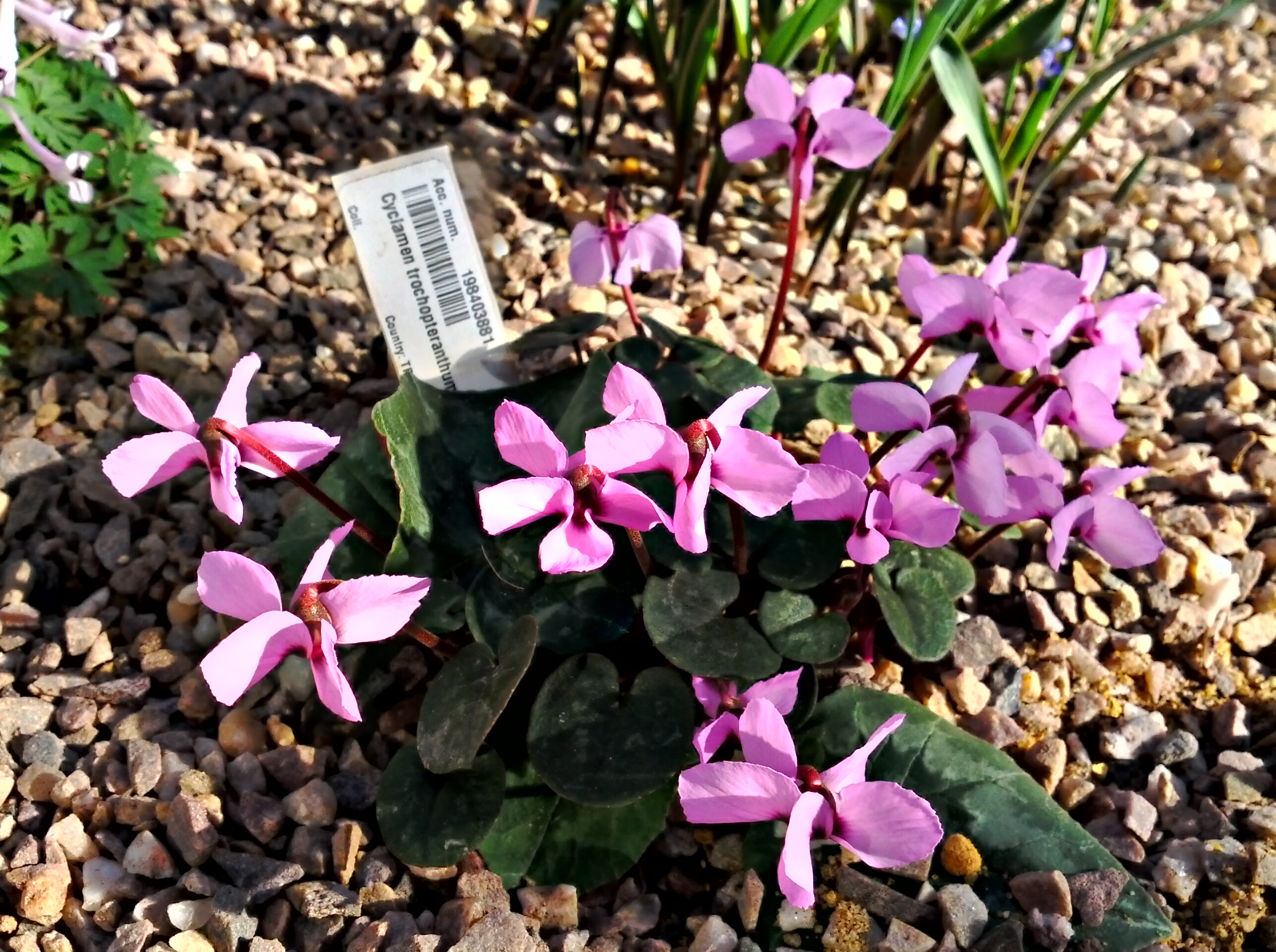
Cyclamen alpinum
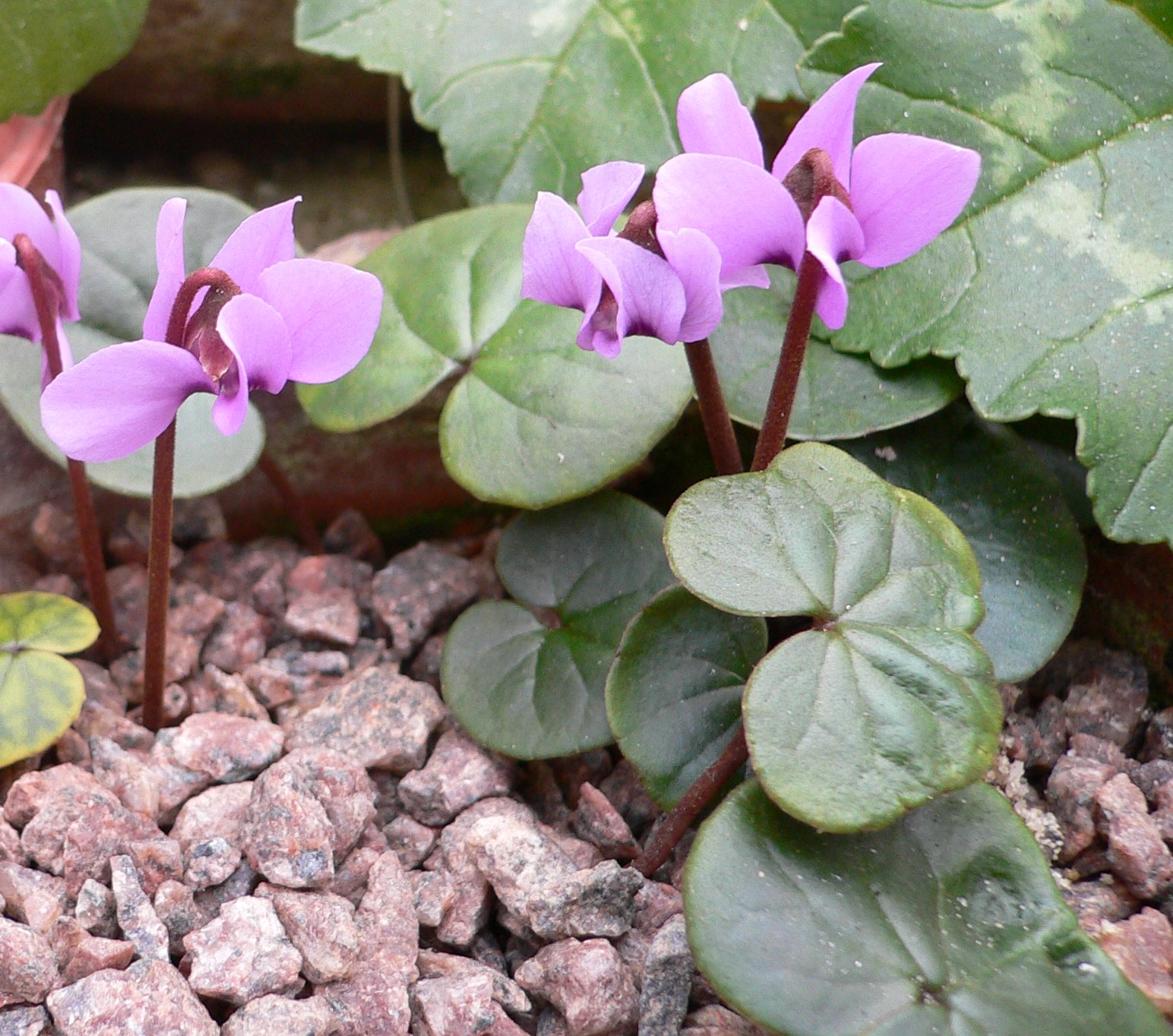
Cyclamen parviflorum
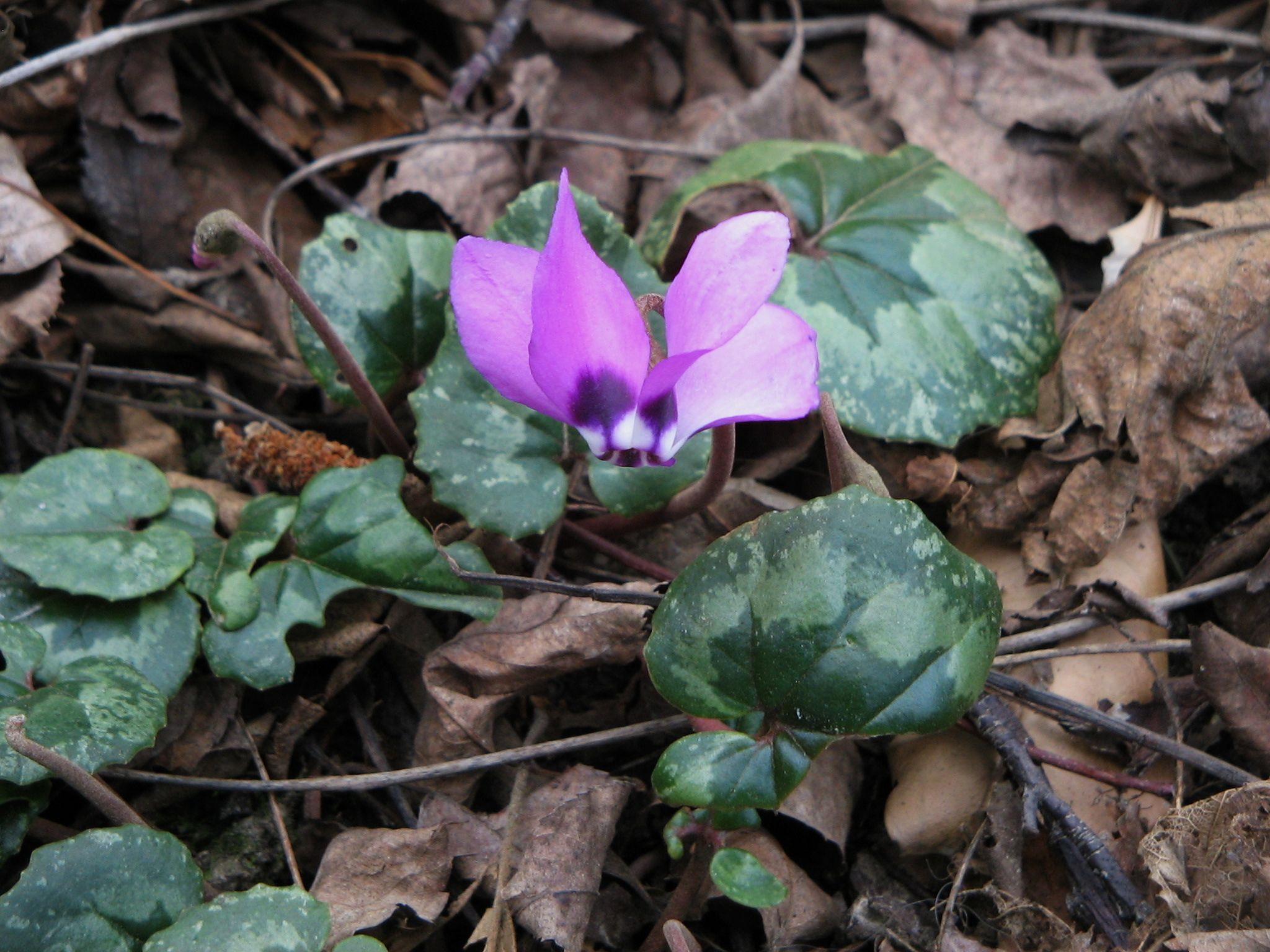
Cyclamen pseudibericum
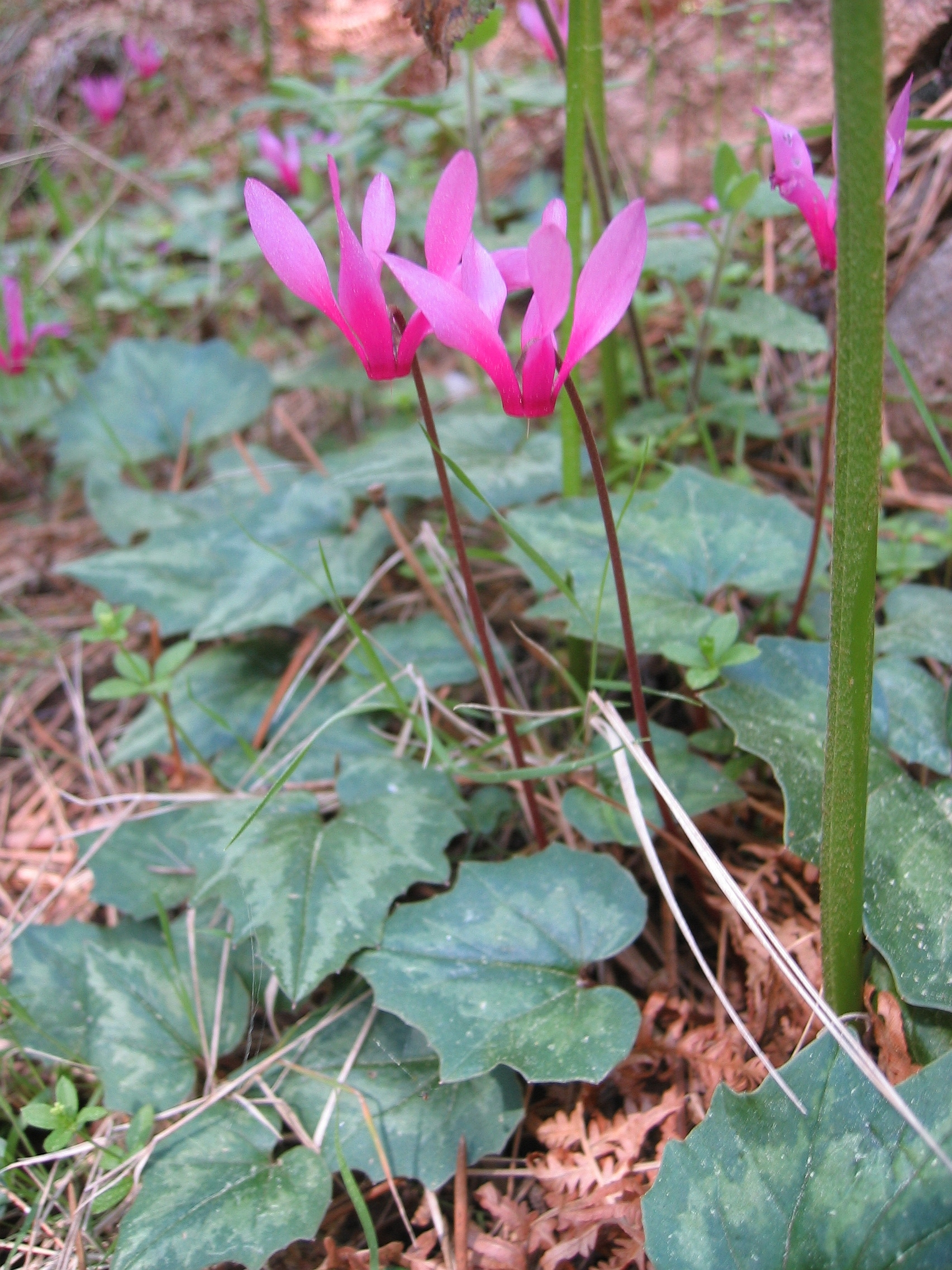
Cyclamen repandum
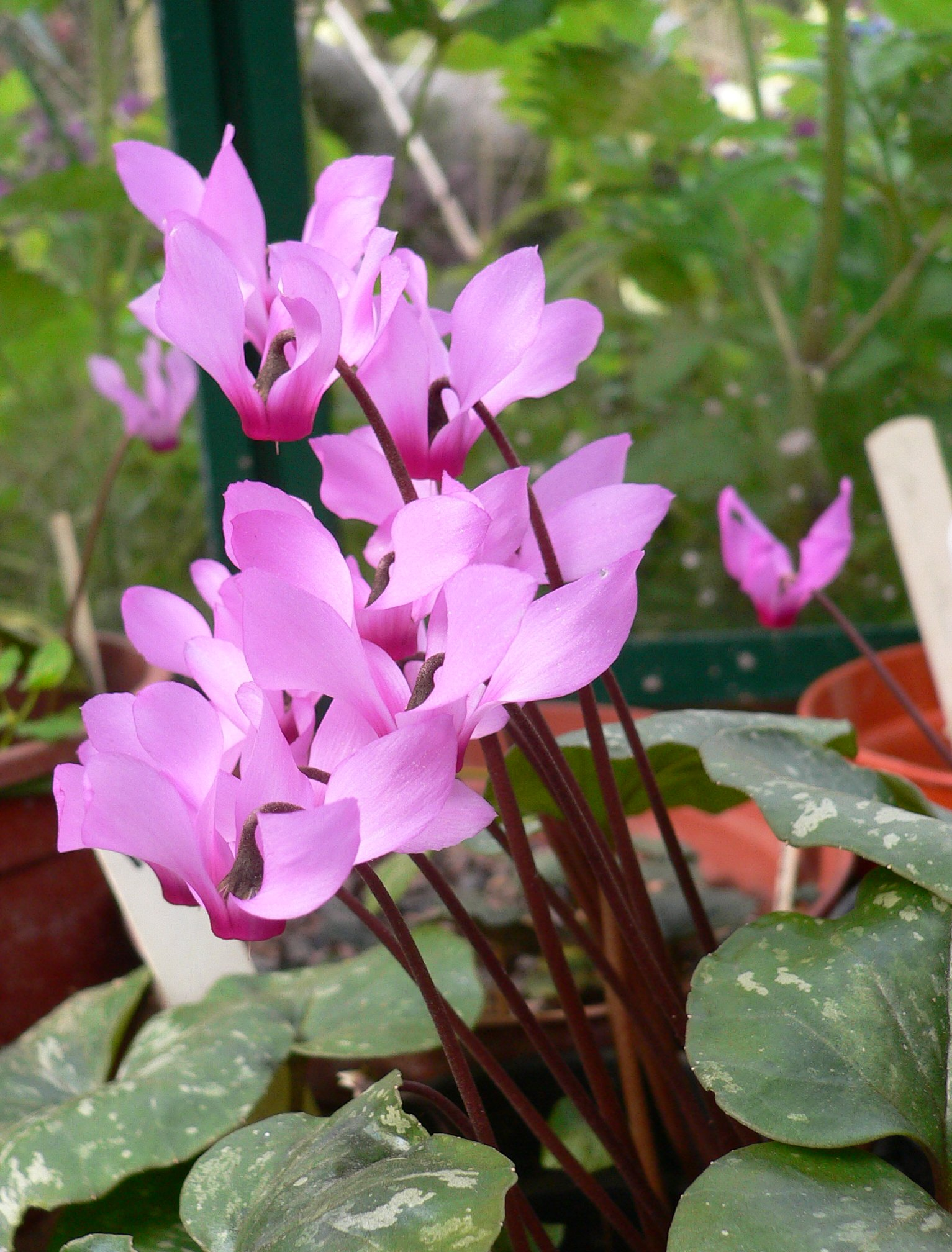
Cyclamen rhodium subsp. peloponnesiacum
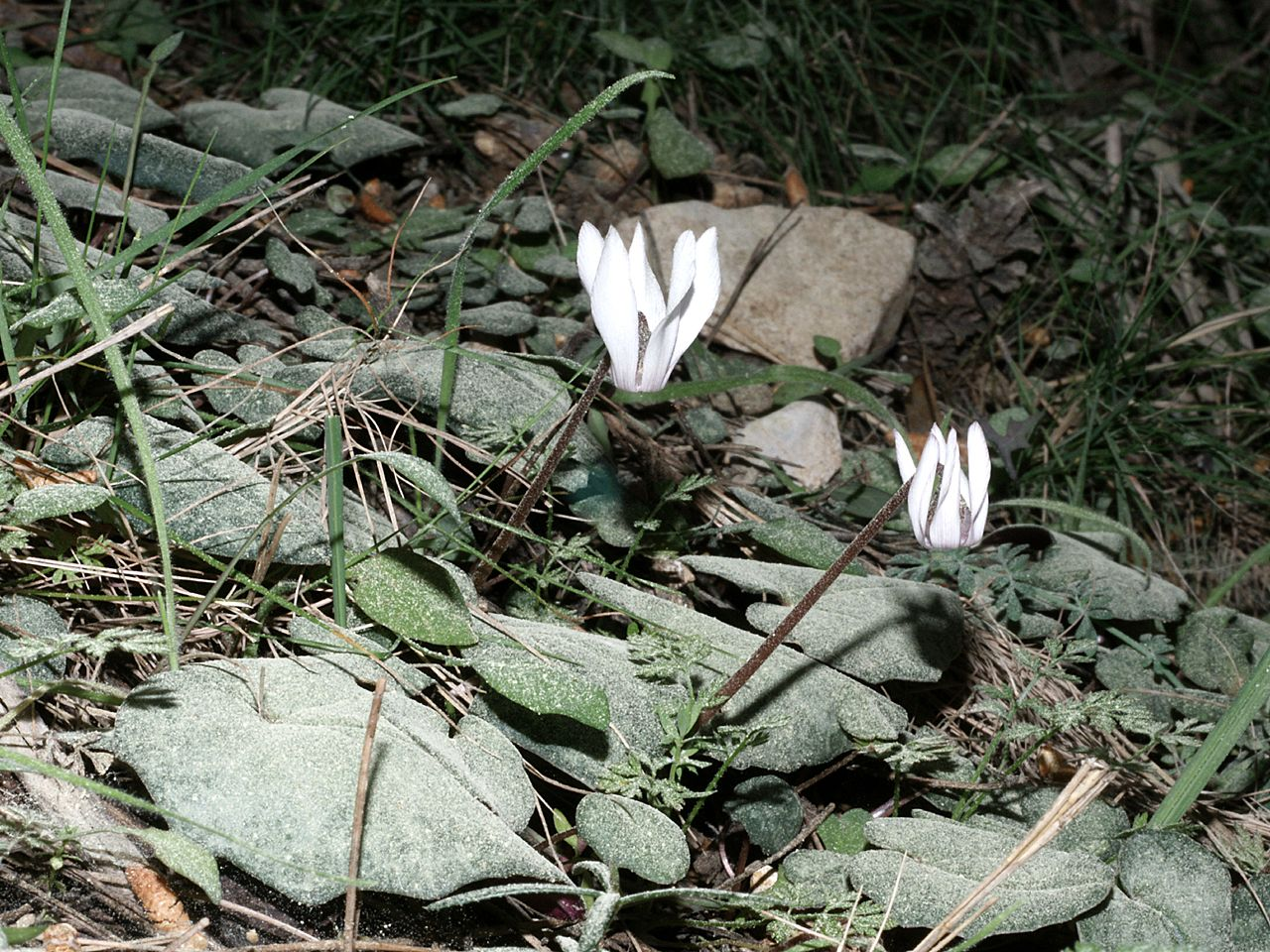
Cyclamen balearicum
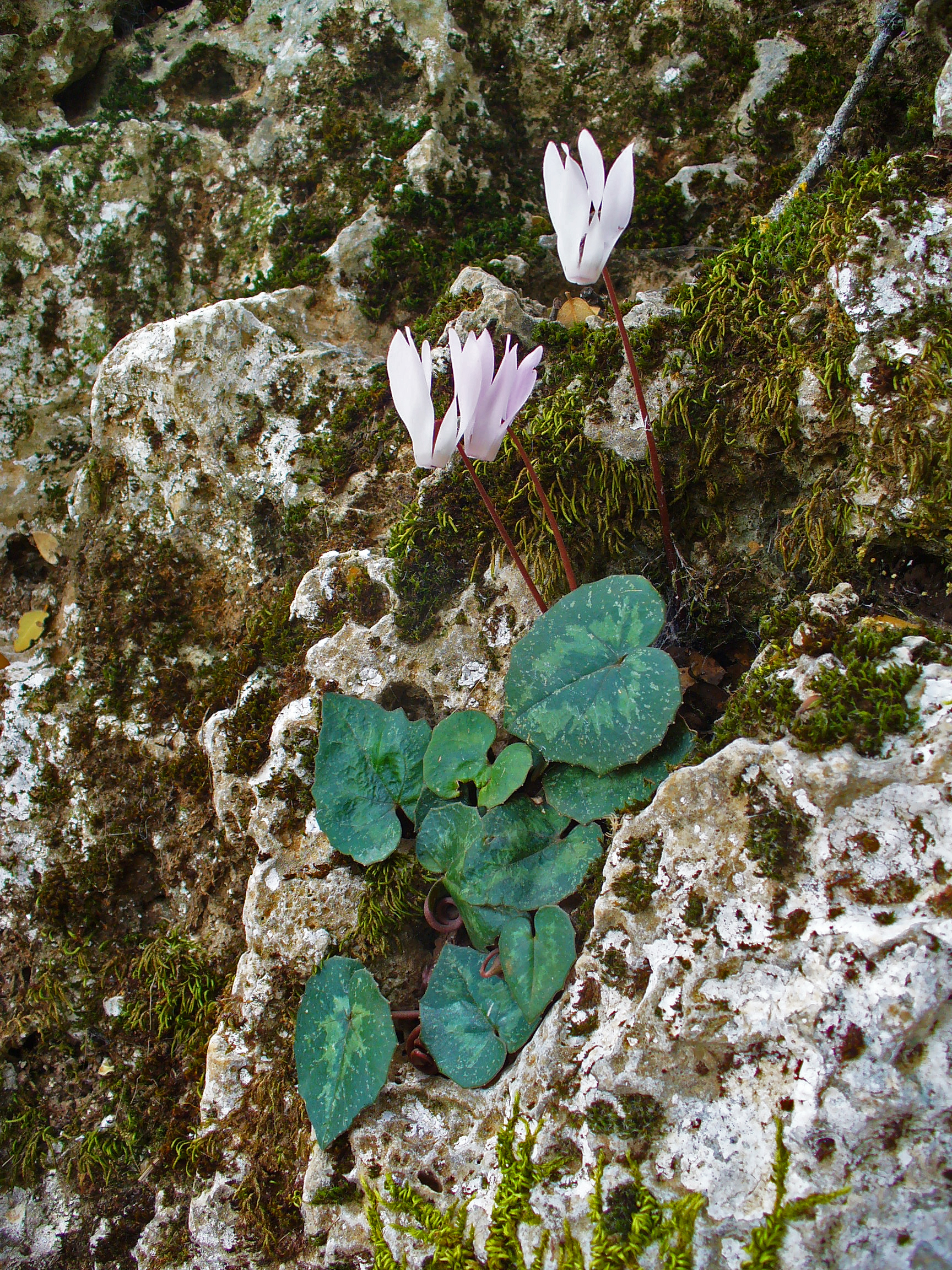
Cyclamen creticum
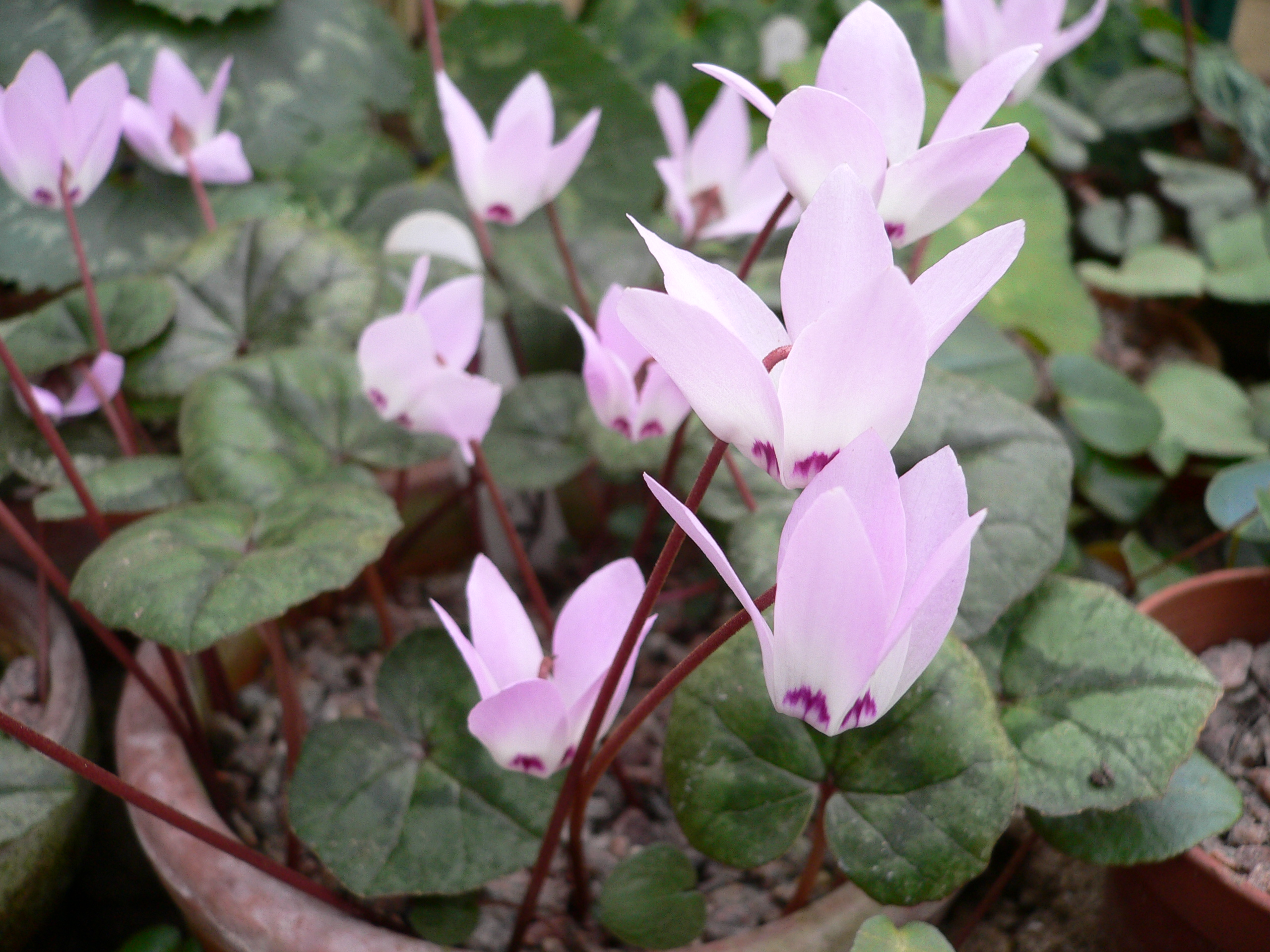
Cyclamen libanoticum
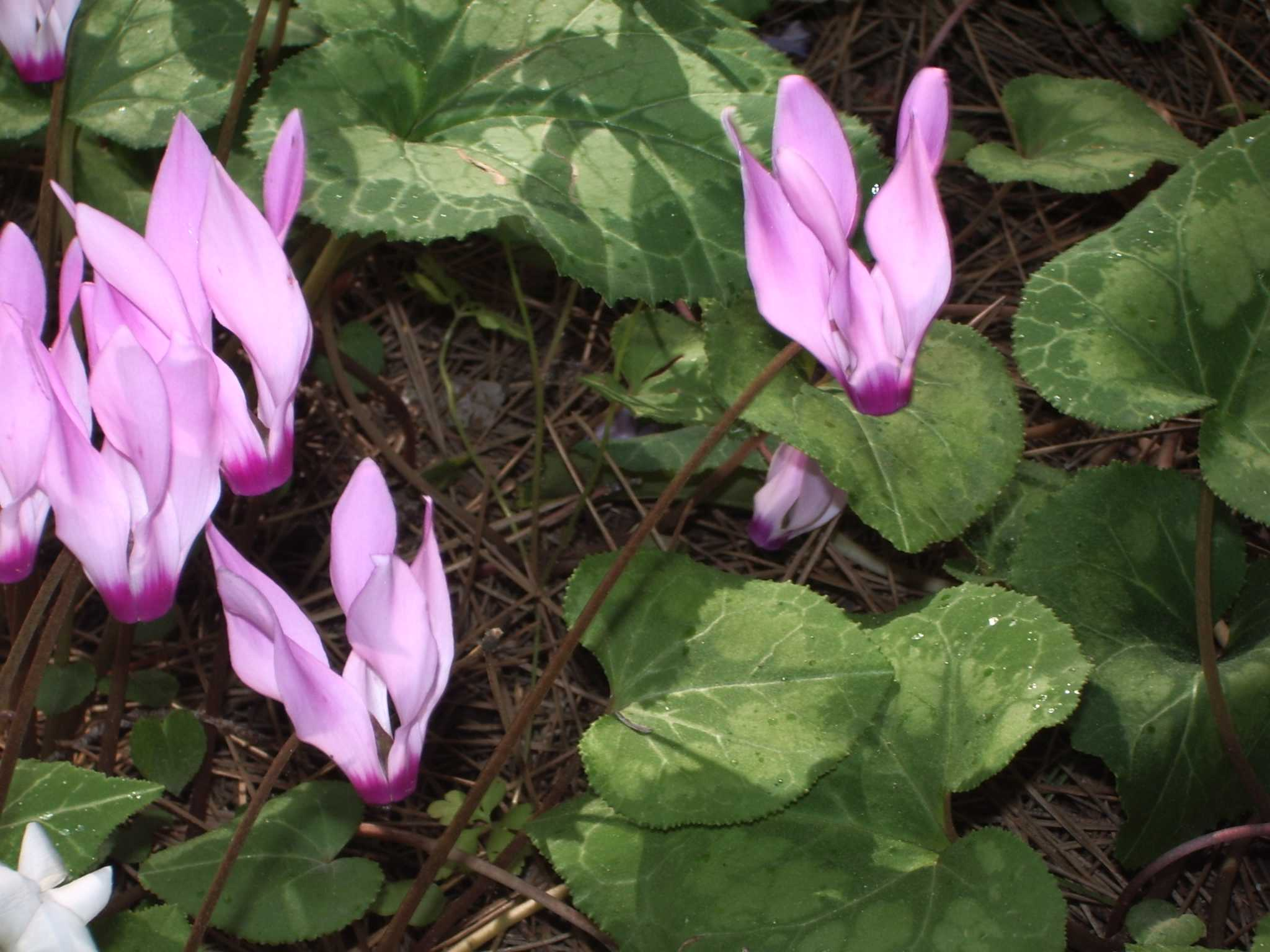
Cyclamen persicum

### Les espèces à floraisons estivale et automnale

#### Le cyclamen de Naples
- Cyclamen hederifolium Aiton (Syn. Cyclamen neapolitanum) : le cyclamen de Naples, originaire du nord du bassin méditerranéen ; le cyclamen de jardin le plus facile, qui se naturalise aisément.
  - Cyclamen hederifolium var. confusum Grey-Wilson a été récemment élevée au rang d'espèce : Cyclamen confusum (Grey-Wilson) Culham, Jope & P. Moore.

#### Les cyclamens des Alpes et de Colchide
- Cyclamen purpurascens Mill. : montagnes d’Europe centrale et orientale. Fleurit à la fin de l’été, parfumé (nom vernaculaire Violette des Alpes).
- Cyclamen colchicum (Albov) Albov, le cyclamen de Colchide : un cyclamen très semblable du sud-ouest du Caucase ; moins rustique.

#### Les cyclamens de Turquie
- Cyclamen cilicium Boiss. & Heldr. : le cyclamen de Cilicie, un élégant cyclamen de culture assez facile.
- Cyclamen intaminatum (Meikle) Grey-Wilson : un cyclamen nain, à fleur immaculée ; plus fragile.
- Cyclamen mirabile Hildebr. : un remarquable cyclamen, moins rustique ; feuillage rouge dans sa jeunesse, ensuite marbré.
- Cyclamen maritimum Hildebr. : sud de la Turquie, jadis considéré comme une sous-espèce de C. graecum

#### Le cyclamen de Chypre
- Cyclamen cyprium Kotschy, à fleurs blanches ou rosées, élancées, parfumées ; peu rustique.

#### Le cyclamen de Grèce
- Cyclamen graecum Link, peu rustique ; à feuillage remarquable par ses marbrures très diverses.

#### Les cyclamens africains
- Cyclamen africanum Boiss. & Reut. : ressemble à Cyclamen hederifolium ; se croise facilement avec cette espèce.
- Cyclamen rohlfsianum Asch. : endémique en Libye ; le moins rustique des cyclamens.
- Cyclamen somalense Thulin & Warfa : apparenté à Cyclamen persicum, découvert en 1986 dans le nord-est de la Somalie.

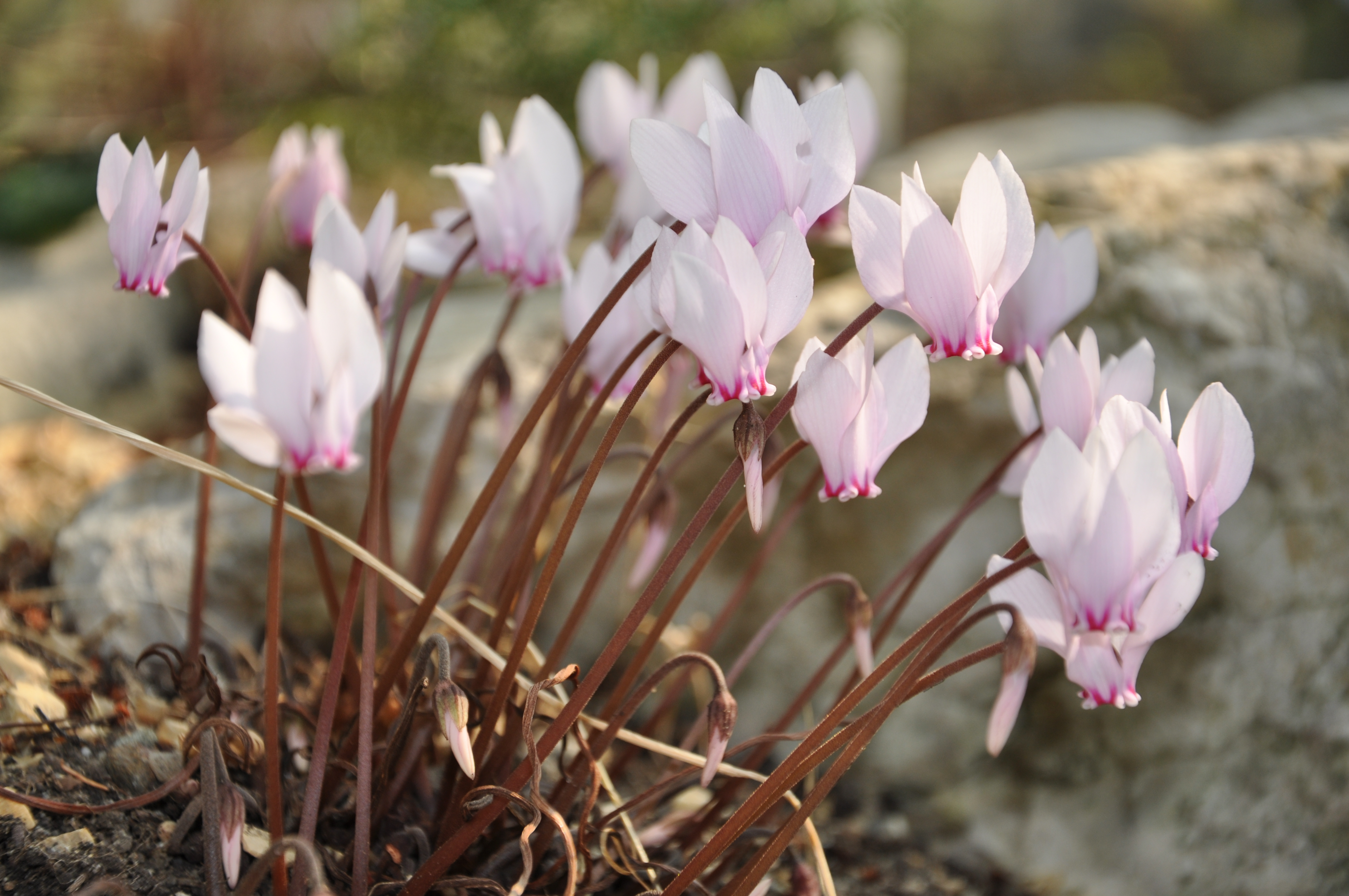
Cyclamen africanum
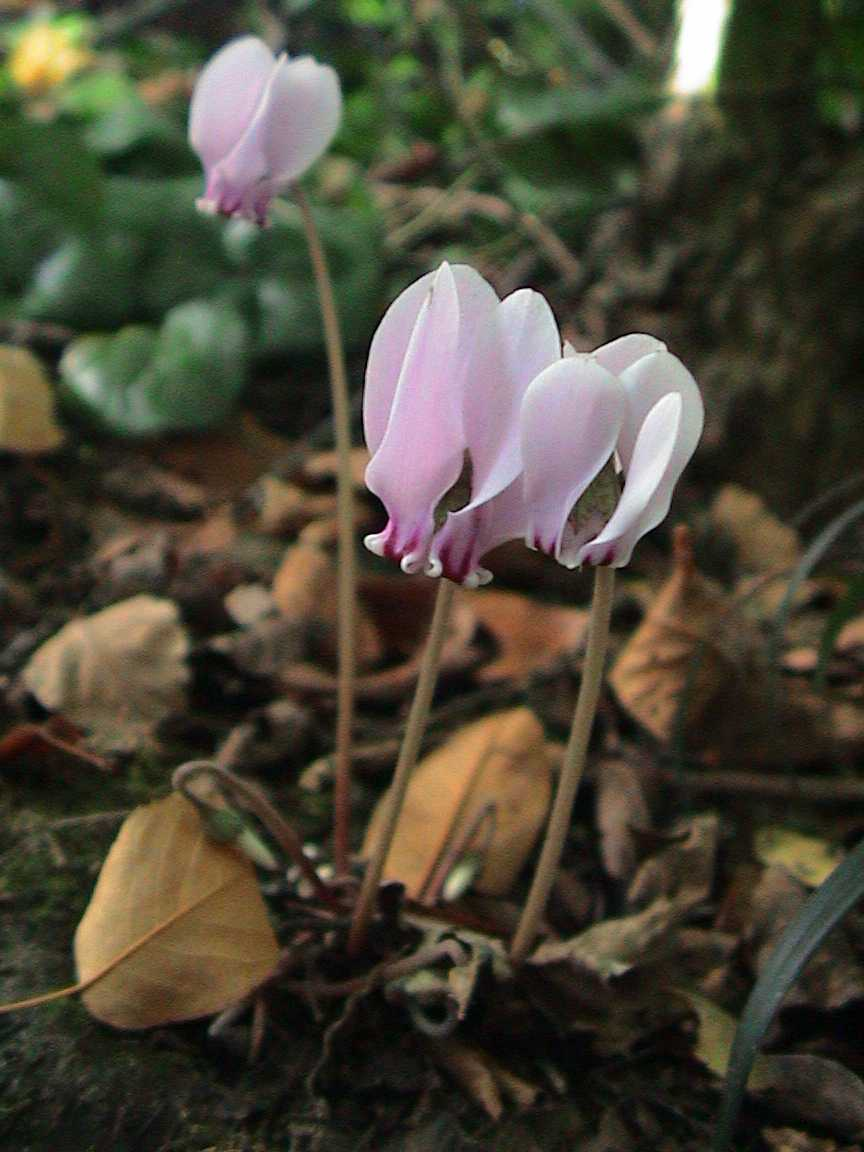
Cyclamen hederifolium
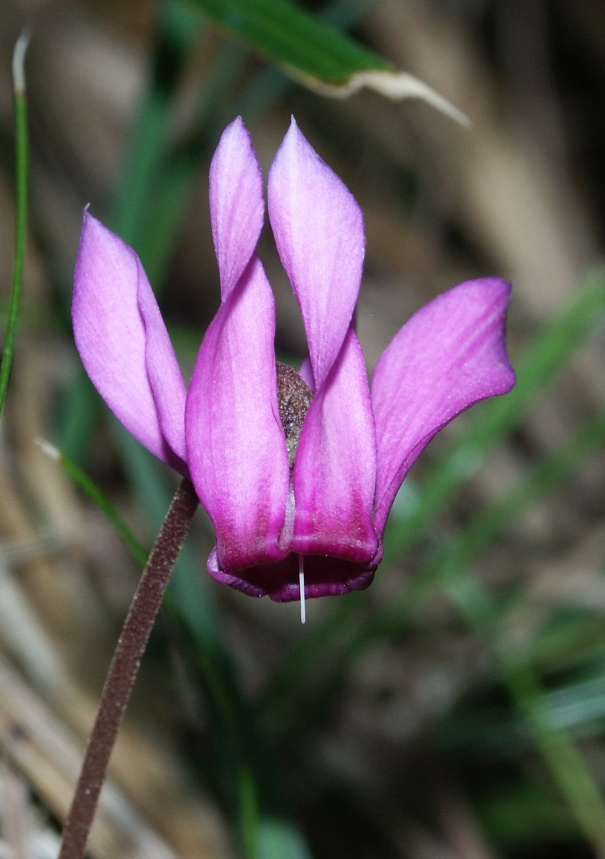
Cyclamen purpurascens
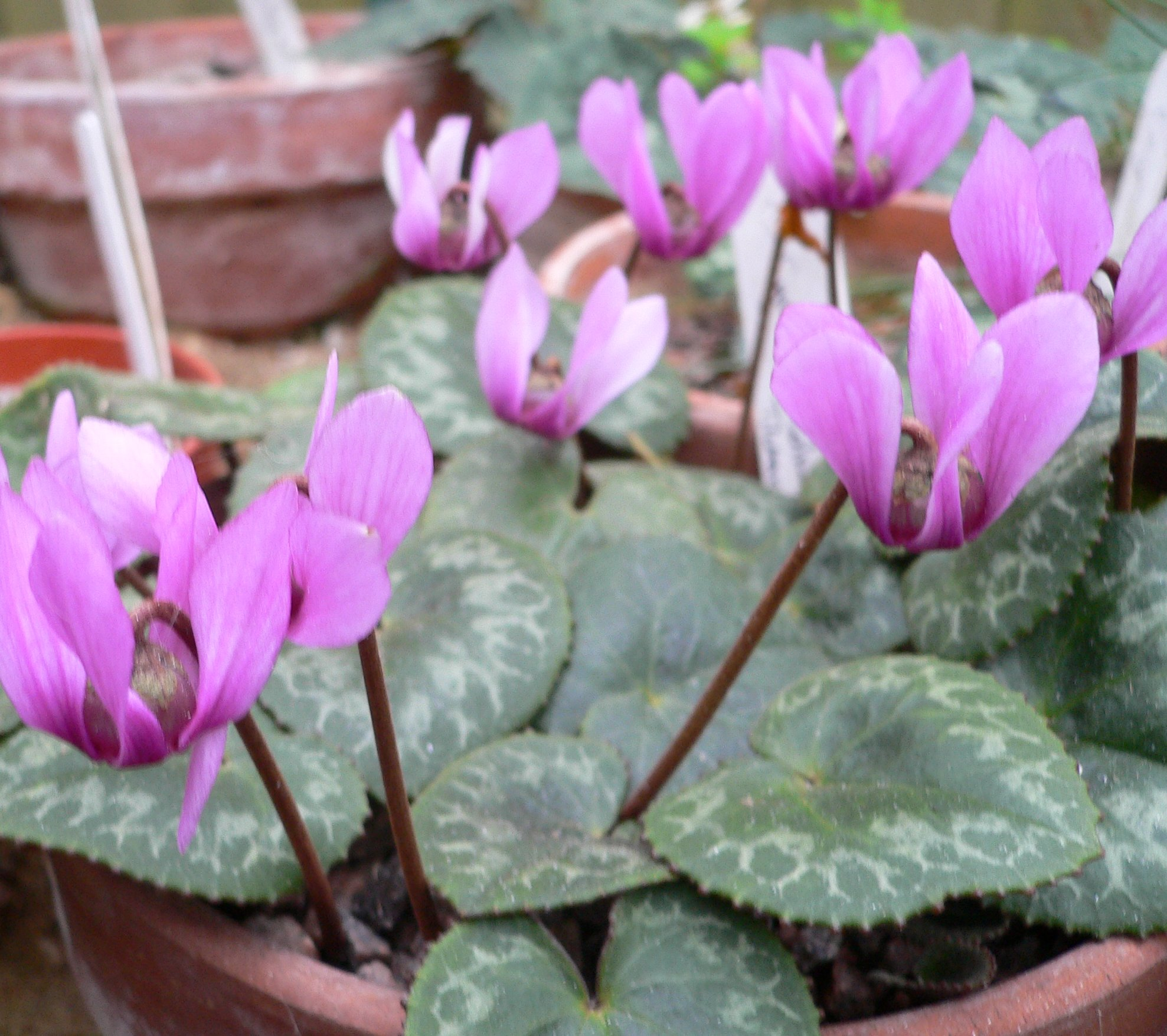
Cyclamen colchicum
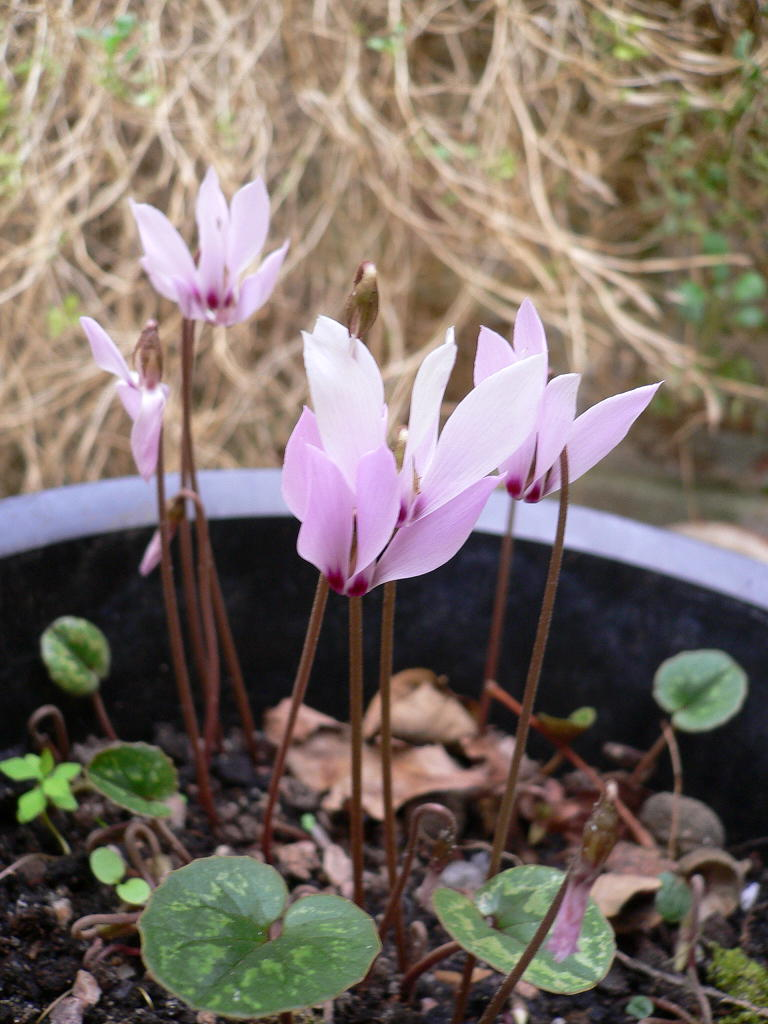
Cyclamen cilicium
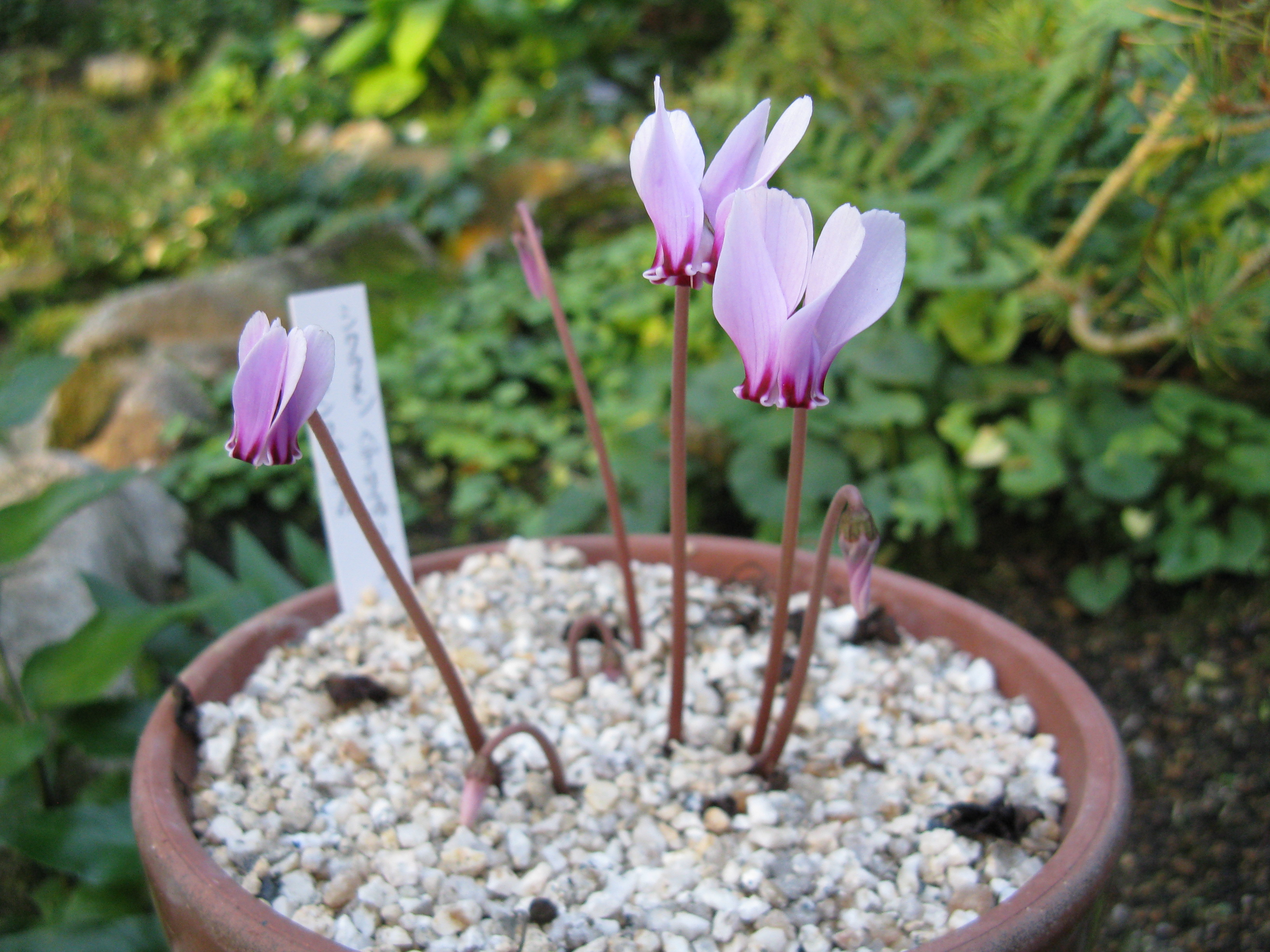
Cyclamen confusum
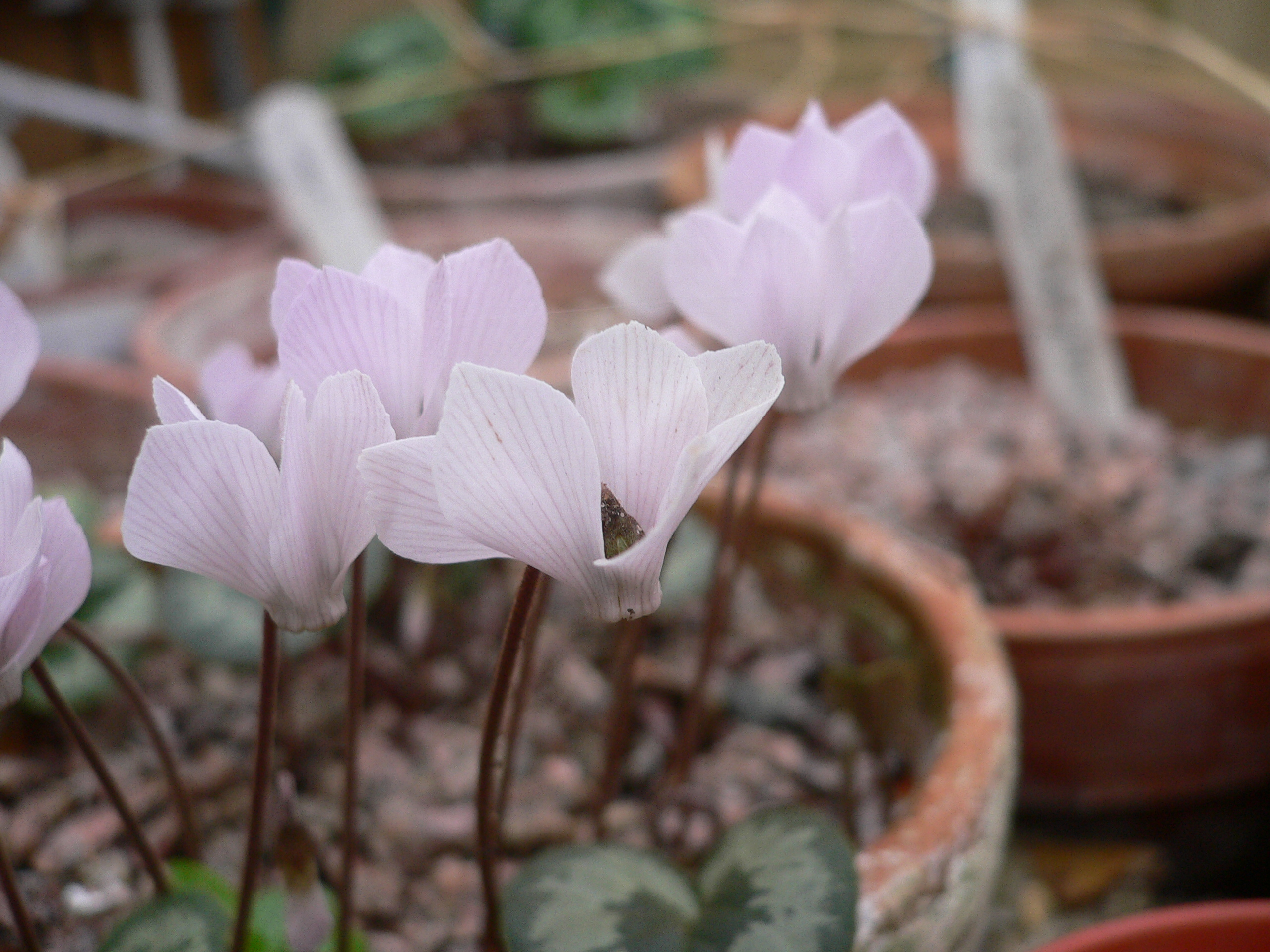
Cyclamen intaminatum
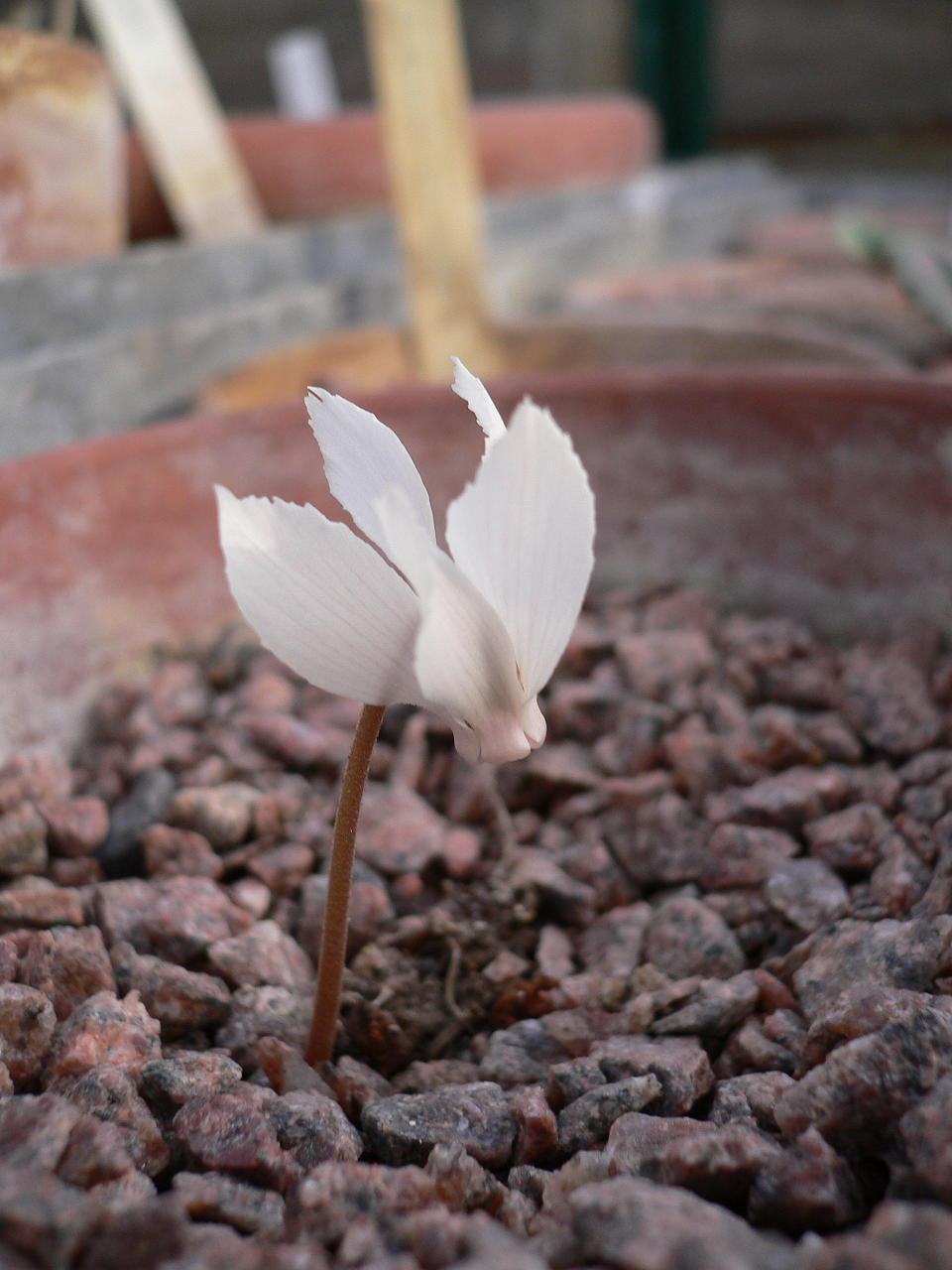
Cylamen mirabile
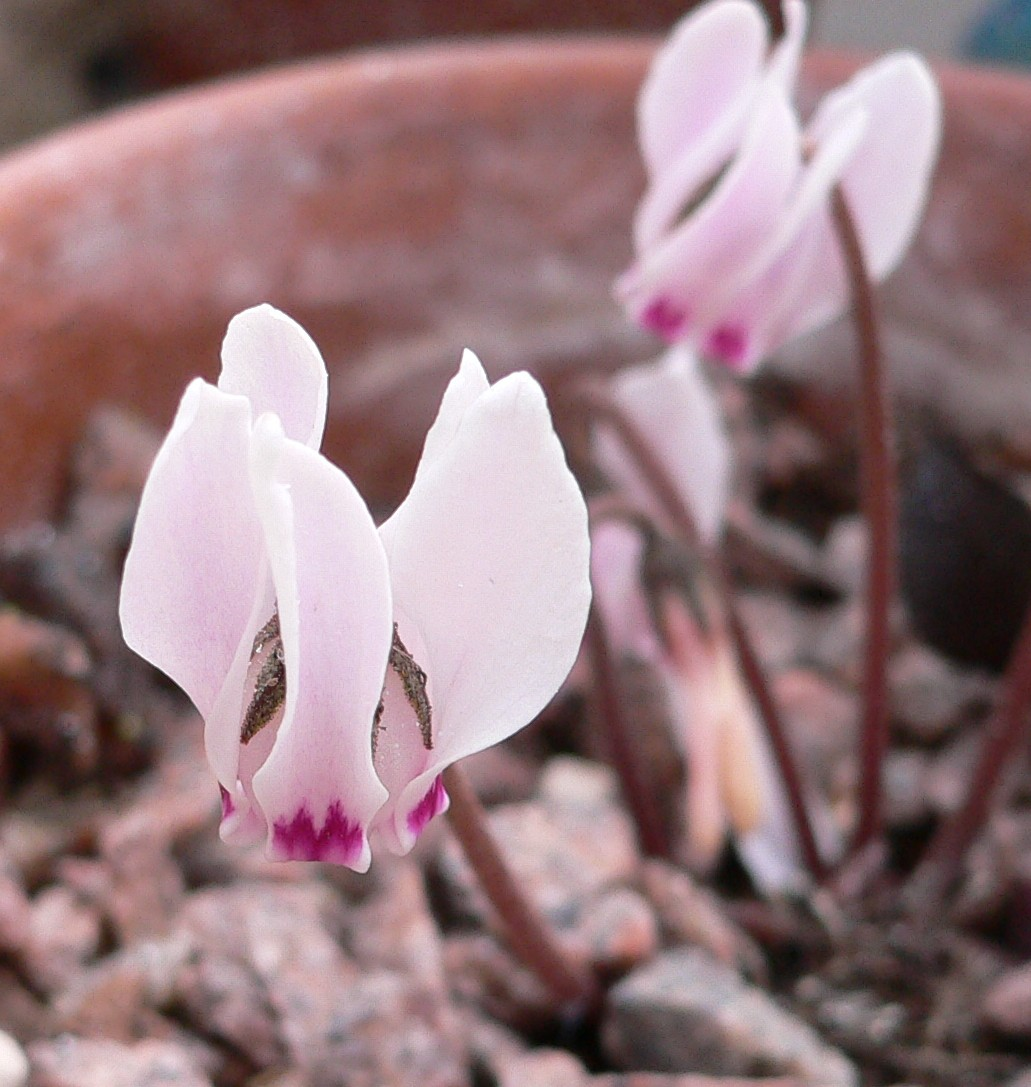
Cyclamen cyprium
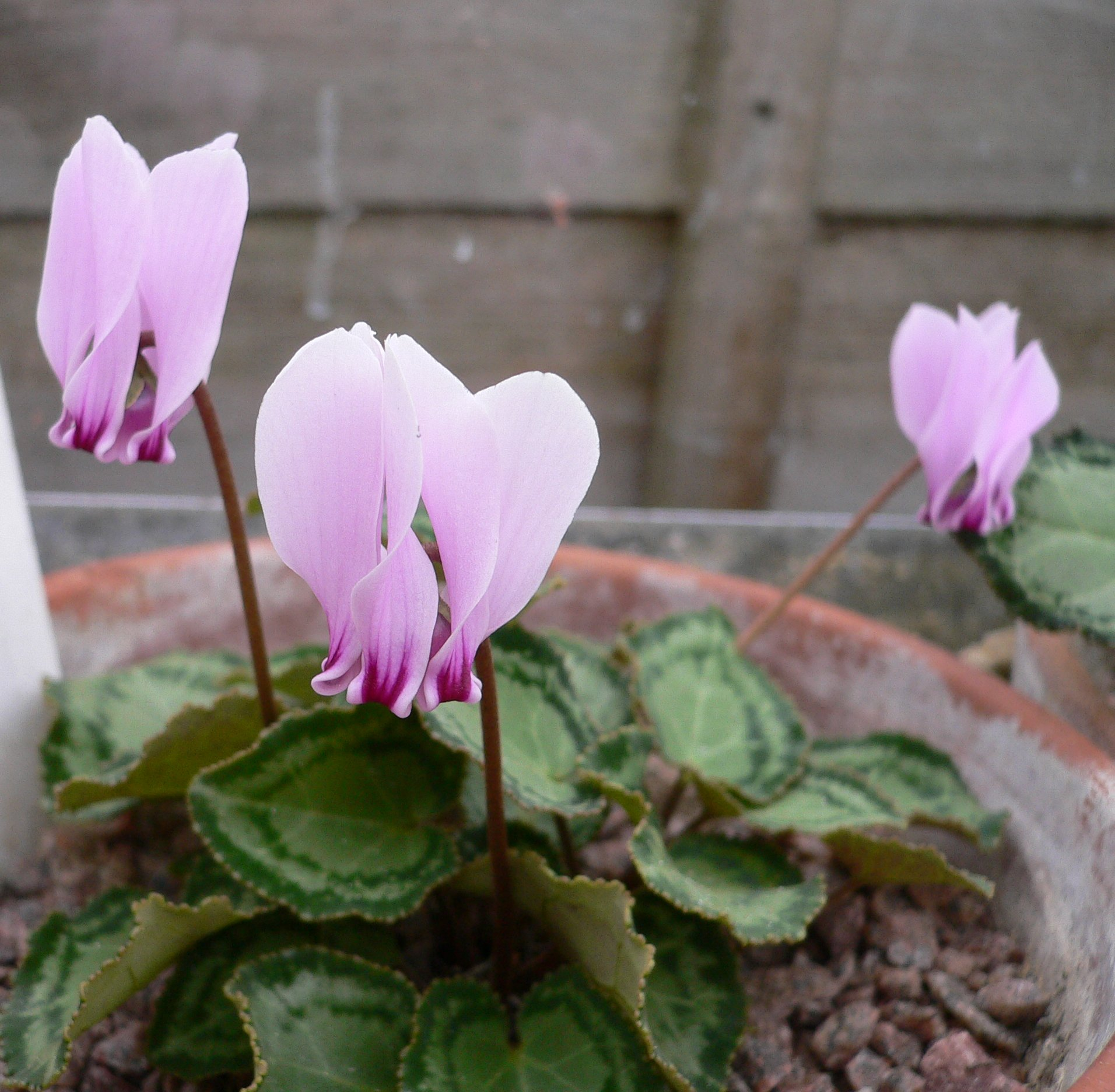
Cyclamen graecum
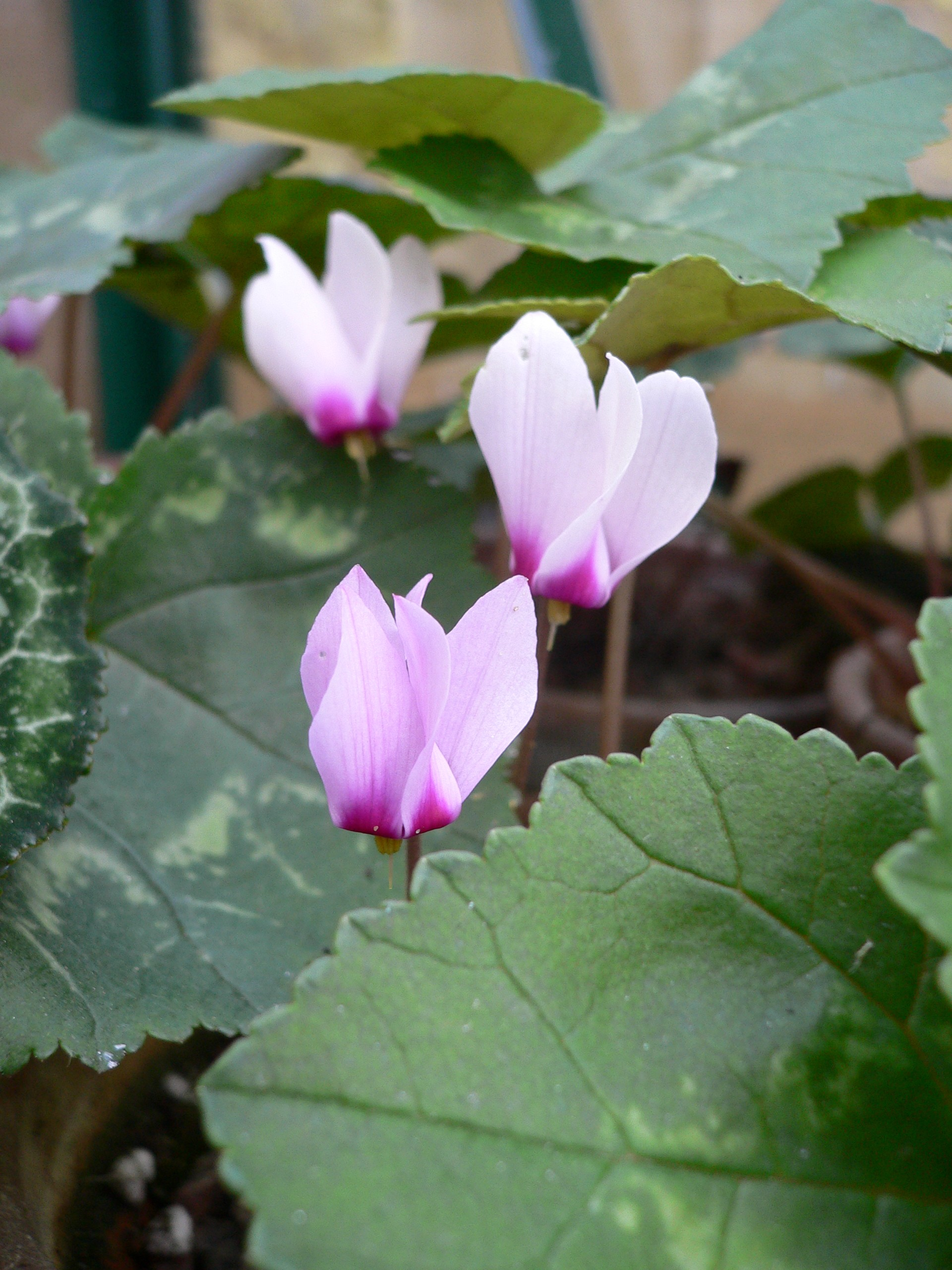
Cyclamen rohlfsianum
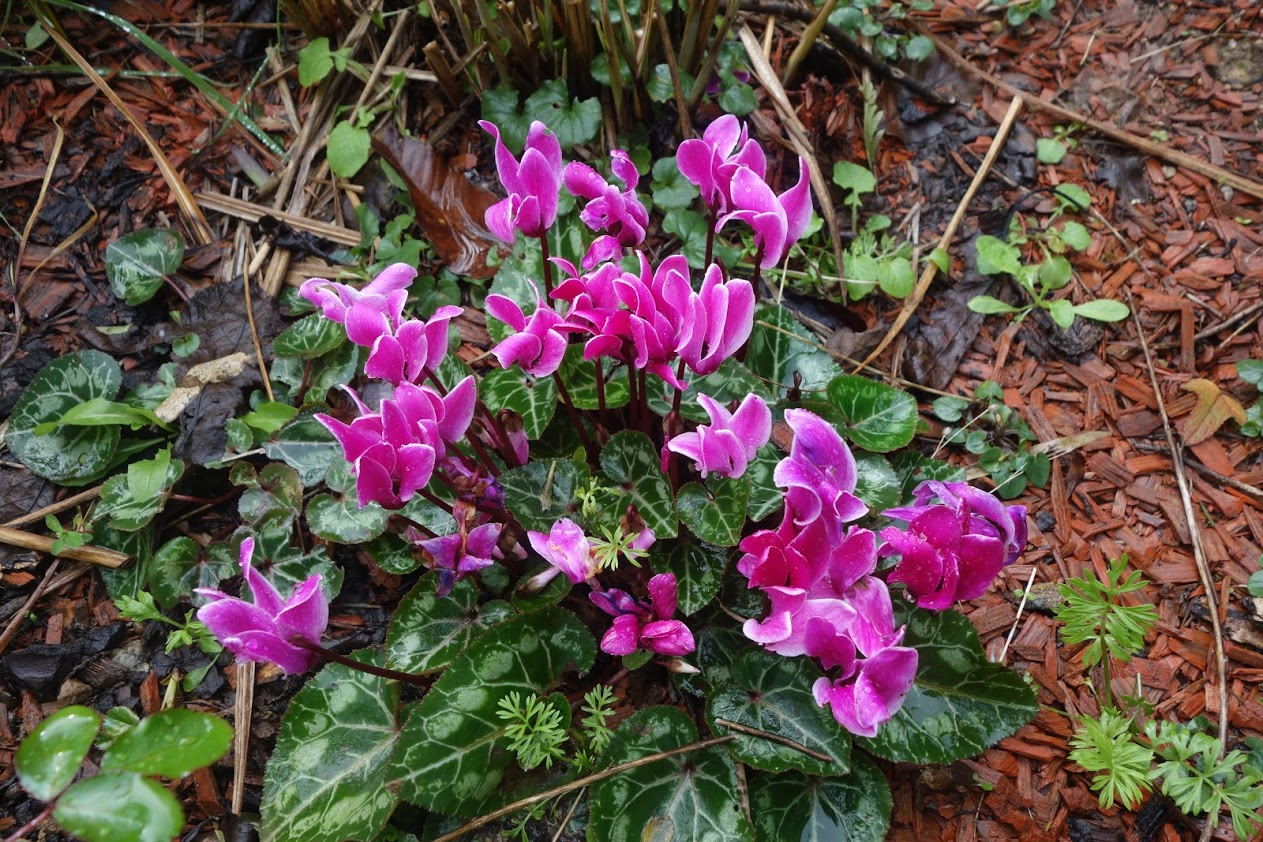
Cyclamen rose des fleuristes

## Culture des espèces botaniques
Plantés dans un jardin, les cyclamens se complaisent à l'ombre des arbres, et nécessitent peu d'entretien : enlèvement des feuilles fanées et élimination des envahisseurs. Les plantes peuvent vivre plusieurs décennies : certains exemplaires centenaires de Cyclamen hederifolium plantés au XIXe siècle fleurissent encore. Ils peuvent avoir un tubercule de 30 cm de diamètre, pesant plus de 15 kg, comme celui du domaine de Montmarin.
Les tubercules des espèces rustiques doivent être plantés très superficiellement, ceux des espèces moins rustiques plus profondément : 5 à 10 cm. Les espèces non rustiques doivent, sauf dans les régions au climat très clément, être plantées en serre froide.

## Les cyclamens de fleuriste

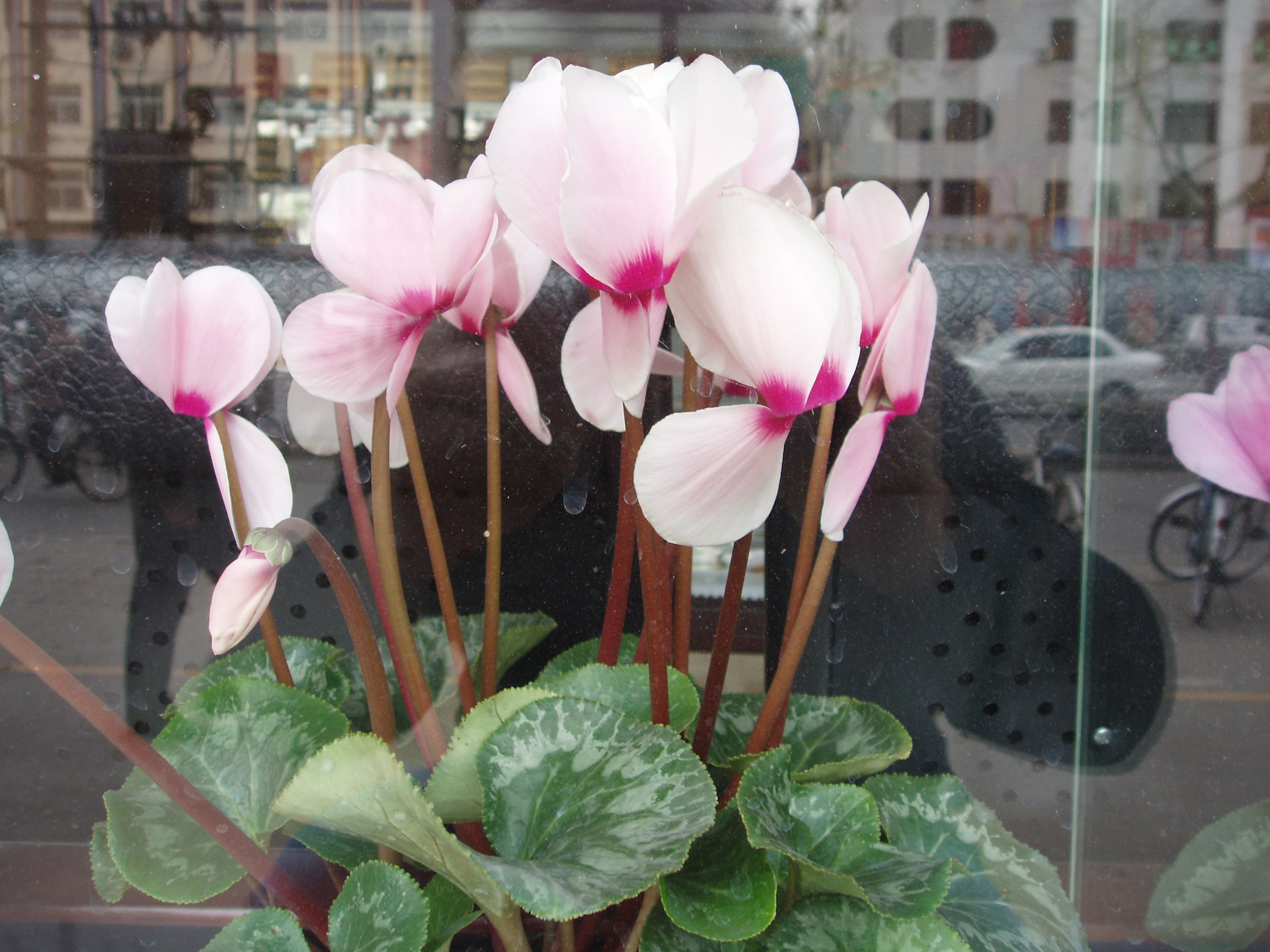
Cyclamen des fleuristes

Les cyclamens dits de fleuriste sont des cultivars tri- et tétraploïdes de Cyclamen persicum. Ce sont des plantes d'ornement très populaires qui égayent de leurs couleurs vives les journées d'hiver. Les nouveaux cultivars traités aux hormones, appelés « cyclamens nanifiés », deviennent à la mode.
Le cyclamen ne supporte pas de rester enfermé : il faut le sortir très souvent, sur le rebord d'une fenêtre, sans craindre les températures fraîches, voire très fraîches. Il doit cependant être rentré lorsqu'il gèle. En ce qui concerne l'arrosage, il ne faut pas laisser d'eau dans la soucoupe ou le cache-pot : il n'apprécie pas l'excès d'humidité, qui favorise le pourrissement. Enfin, au fur et à mesure que les fleurs fanent, il faut les ôter, en tirant sur la tige d'un coup sec.
Il est possible de conserver le tubercule, à l'abri de la lumière directe, et le faire refleurir plusieurs années de suite. Durant la période de repos, en juillet-août, il est possible de procéder à une division du tubercule. Les deux moitiés doivent être plongées dans un fongicide (fleur de soufre par exemple), puis laissées à sécher quelques jours, avant d'être replantées séparément. Le principal ennemi du cyclamen est une bactérie, Erwinia carotovora, dont le développement est favorisé par une chaleur excessive, une fertilisation trop riche et un surplus d'humidité.

## Toxicité
Les cyclamens contiennent de la cyclamine, une saponine triterpénique, dont la plus haute concentration est présente dans le tubercule. L’ingestion de cyclamine provoque une irritation caractérisée par d’intenses nausées et vomissement. L’injection de cyclamine sous la peau entraîne des effets systémiques semblables à ceux causés par le curare des Indiens, à savoir une paralysie musculaire.
Aux pages 223 et 225 du tome XIV du Répertoire de pharmacie on peut lire :
Le cyclamen était très employé autrefois comme purgatif, vermifuge, emménagogue, etc., et il entrait dans la composition de plusieurs médicaments, tous à peu près abandonnés aujourd’hui. Dans le royaume des Deux-Siciles, et principalement en Calabre, on fait usage des tubercules de Cyclamen pour la pêche du poisson d’eau douce. Ces faits, ajoutés à l’assertion annoncée par quelques auteurs, que les anciens empoisonnaient leurs flèches avec le suc de Cyclamen, semblent avoir donné à M. de Luca l’idée de ses intéressantes recherches sur le principe actif de ce végétal. M. de Luca divise en deux parties son travail : 1° extraction de la matière toxique contenue dans la racine du Cyclamen et à laquelle il donne le nom de cyclamine ; 2° étude de ses principales propriétés chimiques et physiologiques. [...] M. de Luca signale ensuite l’action du jus de Cyclamen et de la cyclamine sur l’économie animale. Il fait ressortir l’innocuité de ces substances introduites dans le tube digestif de certains animaux : tandis qu’un lapin peut recevoir 10 grammes de suc de Cyclamen dans son estomac et que les porcs se nourrissent de ses tubercules, sans qu’il en résulte pour eux d’inconvénient, 4 centimètre cube de jus dans 3 litres d’eau entraîne la mort des petits poissons soumis à cette expérience. M. de Luca a été conduit par ces faits à reconnaître entre le principe actif de Cyclamen et le curare une analogie d’action que les expériences de l’un de vos commissaires, M. Claude Bernard, ont confirmé : injecté dans le poumon ou dans le tissu cellulaire de différents animaux, tels que des lapins, des oiseaux, des grenouilles, le jus de Cyclamen, en quantité qui varie de 1 à 4 grammes, produit la mort, mais moins énergiquement que le curare et avec un mécanisme un peu différent. Au point de vue chimique, cette action toxique est d’autant plus intéressante que la cyclamine n’est pas une matière azotée comme la plupart des substances délétères.

## Symbolique

### Calendrier républicain
Dans le calendrier républicain, le Cyclamen était le nom attribué au 28e jour du mois de pluviôse.

## Divers
- Le Cyclamen europaeum (ancien nom du Cyclamen purpurascens) entre dans la composition de l'anti-migraineux homéopathique Phapax des laboratoires Lehning, et celle du spray nasal contre la sinusite Nasodren des laboratoires Bionalmedical.

- Lors de la course cycliste du Tour d'Italie créée en 1909, le leader du classement par points porte un maillot violet nommé maillot cyclamen[10].

## Sources
- Christopher Grey-Wilson, Cyclamen: A Guide to Gardeners, Horticulturists and Botanists, Timber Press Inc., Portland, Oregon, 2003  (ISBN 088192587X)
- Réginald Hulhoven, Des Primulacées remarquables

1. I : Les Cyclamens à floraison hivernale et printanière, Les Jardins d'Eden, 19: 99-105, 2004
2. II : Les Cyclamens à floraison estivale et automnale, Les Jardins d'Eden, 20: 6-11, 2005